# Élections municipales de 2014 dans le Pas-de-Calais
Les élections municipales dans le Pas-de-Calais se sont déroulées les 23 et 30 mars 2014.

## Maires sortants et maires élus
La gauche est tout d'abord défaite à Béthune, Etaples et Saint-Omer; elle cède également à Arques, Marck et Marquise. Elle l'emporte cependant à Coulogne et au Portel, demeurant ainsi majoritaire dans le département. La droite et ses alliés progressent tandis que l'UDI se maintient à Arras, chef-lieu du département. Le Front National effectue quant à lui une percée en remportant Hénin-Beaumont face au PS.
| Commune                | Population | Maire sortant           | Parti | Parti | Maire élu                  | Parti | Parti |
| ---------------------- | ---------- | ----------------------- | ----- | ----- | -------------------------- | ----- | ----- |
| Achicourt              | 8 045      | Pascal Lachambre        |       | PS    | Pascal Lachambre           |       | PS    |
| Aire-sur-la-Lys        | 9 874      | Jean-Claude Dissaux     |       | PS    | Jean-Claude Dissaux        |       | PS    |
| Annezin                | 5 756      | Daniel Delomez          |       | PS    | Daniel Delomez             |       | PS    |
| Arques                 | 9 979      | Joël Duquenoy           |       | DVG   | Caroline Saudemont         |       | UDI   |
| Arras                  | 41 322     | Frédéric Leturque       |       | UDI   | Frédéric Leturque          |       | UDI   |
| Auchel                 | 10 993     | Richard Jarrett         |       | DVD   | Richard Jarrett            |       | DVD   |
| Audruicq               | 5 048      | Nicole Chevalier        |       | UMP   | Nicole Chevalier           |       | UMP   |
| Avion                  | 17 947     | Jean-Marc Tellier       |       | PCF   | Jean-Marc Tellier          |       | PCF   |
| Barlin                 | 7 514      | Michel Dagbert          |       | PS    | Michel Dagbert             |       | PS    |
| Beaurains              | 5 053      | Pierre Ansart           |       | PS    | Pierre Ansart              |       | PS    |
| Berck                  | 15 171     | Jean-Marie Krajewski    |       | PS    | Bruno Cousein              |       | UMP   |
| Béthune                | 25 430     | Stéphane Saint-André    |       | PRG   | Olivier Gacquerre          |       | UDI   |
| Beuvry                 | 8 898      | Nadine Lefebvre         |       | PS    | Nadine Lefebvre            |       | PS    |
| Billy-Montigny         | 8 224      | Bruno Troni             |       | PCF   | Bruno Troni                |       | PCF   |
| Blendecques            | 5 196      | André Bultel            |       | PS    | Rachid Ben Amor            |       | DVG   |
| Boulogne-sur-Mer       | 42 680     | Mireille Hingrez-Céréda |       | PS    | Frédéric Cuvillier         |       | PS    |
| Bruay-la-Buissière     | 23 441     | Alain Wacheux           |       | PS    | Alain Wacheux              |       | PS    |
| Bully-les-Mines        | 12 726     | François Lemaire        |       | PS    | François Lemaire           |       | PS    |
| Calais                 | 72 915     | Natacha Bouchart        |       | UMP   | Natacha Bouchart           |       | UMP   |
| Calonne-Ricouart       | 5 643      | André Delcourt          |       | PCF   | Ludovic Guyot              |       | PCF   |
| Carvin                 | 17 102     | Philippe Kemel          |       | PS    | Philippe Kemel             |       | PS    |
| Coulogne               | 5 617      | Jean-Claude Dubut       |       | DVD   | Alain Fauquet              |       | PS    |
| Courcelles-lès-Lens    | 6 273      | Ernest Vendeville       |       | PS    | Jean-François Graf         |       | DVG   |
| Courrières             | 10 618     | Christophe Pilch        |       | PS    | Christophe Pilch           |       | PS    |
| Cucq                   | 5 166      | Walter Kahn             |       | UMP   | Walter Kahn                |       | UMP   |
| Dainville              | 5 635      | Françoise Rossignol     |       | PS    | Françoise Rossignol        |       | PS    |
| Desvres                | 5 190      | Gérard Pécron           |       | PS    | Gérard Pécron              |       | PS    |
| Divion                 | 6 971      | Danièle Seux            |       | PCF   | Jacky Lemoine              |       | DVG   |
| Dourges                | 5 651      | Patrick Defrancq        |       | PS    | Patrick Defrancq           |       | PS    |
| Douvrin                | 5 000      | Jean-Michel Dupont      |       | DVD   | Jean-Michel Dupont         |       | DVD   |
| Étaples                | 11 113     | Jean-Claude Baheux      |       | DVG   | Philippe Fait              |       | DVD   |
| Fouquières-lès-Lens    | 6 534      | Michel Bouchez          |       | PS    | Michel Bouchez             |       | PS    |
| Grenay                 | 6 698      | Christian Champiré      |       | PCF   | Christian Champiré         |       | PCF   |
| Guînes                 | 5 787      | Marc Médine             |       | PS    | Marc Médine                |       | PS    |
| Harnes                 | 12 204     | Philippe Duquesnoy      |       | PS    | Philippe Duquesnoy         |       | PS    |
| Hénin-Beaumont         | 26 868     | Eugène Binaisse         |       | DVG   | Steeve Briois              |       | FN    |
| Hersin-Coupigny        | 6 161      | Jean-Marie Caramiaux    |       | DVD   | Jean-Marie Caramiaux       |       | DVD   |
| Houdain                | 7 623      | Marc Kopaczyk           |       | PCF   | Isabelle Levent-Ruckebusch |       | PS    |
| Isbergues              | 9 199      | Jacques Napieraj        |       | PS    | Jacques Napieraj           |       | PS    |
| Le Portel              | 9 705      | Laurent Feutry          |       | DVD   | Olivier Barbarin           |       | PS    |
| Leforest               | 7 068      | Christian Musial        |       | PS    | Christian Musial           |       | PS    |
| Lens                   | 34 190     | Sylvain Robert          |       | PS    | Sylvain Robert             |       | PS    |
| Libercourt             | 8 431      | Daniel Maciejasz        |       | PS    | Daniel Maciejasz           |       | PS    |
| Liévin                 | 31 790     | Laurent Duporge         |       | PS    | Laurent Duporge            |       | PS    |
| Lillers                | 10 053     | Pascal Barois           |       | PCF   | Pascal Barois              |       | PCF   |
| Loison-sous-Lens       | 5 229      | Daniel Kruszka          |       | PS    | Daniel Kruszka             |       | PS    |
| Longuenesse            | 11 081     | Jean-Marie Barbier      |       | PS    | Jean-Marie Barbier         |       | PS    |
| Loos-en-Gohelle        | 6 713      | Jean-François Caron     |       | EELV  | Jean-François Caron        |       | EELV  |
| Marck                  | 9 870      | Serge Péron             |       | PS    | Pierre-Henri Dumont        |       | UMP   |
| Marles-les-Mines       | 5 747      | Marcel Coffre           |       | PCF   | Marcel Coffre              |       | PCF   |
| Marquise               | 5 158      | Jean-René Bracq         |       | PS    | Bernard Évrard             |       | DVD   |
| Mazingarbe             | 7 551      | Bernard Urbaniak        |       | DVG   | Bernard Urbaniak           |       | DVG   |
| Méricourt              | 11 812     | Bernard Baude           |       | PCF   | Bernard Baude              |       | PCF   |
| Montigny-en-Gohelle    | 10 335     | Bruno Yard              |       | PS    | Bruno Yard                 |       | PS    |
| Noyelles-Godault       | 5 129      | Jean Urbaniak           |       | MoDem | Jean Urbaniak              |       | MoDem |
| Noyelles-sous-Lens     | 6 849      | Alain Roger             |       | PS    | Alain Roger                |       | PS    |
| Nœux-les-Mines         | 12 242     | Jacques Villedary       |       | PS    | Serge Marcellak            |       | PS    |
| Oignies                | 9 861      | Jean-Pierre Corbisez    |       | PS    | Jean-Pierre Corbisez       |       | PS    |
| Outreau                | 14 482     | Thérèse Guilbert        |       | PS    | Thérèse Guilbert           |       | PS    |
| Oye-Plage              | 5 387      | Olivier Majewicz        |       | PS    | Olivier Majewicz           |       | PS    |
| Rouvroy                | 8 697      | Jean Haja               |       | PCF   | Jean Haja                  |       | PCF   |
| Sains-en-Gohelle       | 6 420      | Jean-Luc Wéry           |       | PS    | Alain Dubreucq             |       | DVG   |
| Saint-Étienne-au-Mont  | 5 083      | Brigitte Passebosc      |       | PCF   | Brigitte Passebosc         |       | PCF   |
| Saint-Laurent-Blangy   | 6 242      | Jean-Pierre Deleury     |       | PS    | Nicolas Desfachelle        |       | PS    |
| Saint-Martin-Boulogne  | 11 117     | Christian Baly          |       | PS    | Christian Baly             |       | PS    |
| Saint-Omer             | 14 064     | Bruno Magnier           |       | PS    | François Decoster          |       | UDI   |
| Saint-Pol-sur-Ternoise | 5 145      | Maurice Louf            |       | PS    | Maurice Louf               |       | PS    |
| Sallaumines            | 9 649      | Christian Pedowski      |       | PCF   | Christian Pedowski         |       | PCF   |
| Vendin-le-Vieil        | 7 680      | Didier Hiel             |       | PS    | Didier Hiel                |       | PS    |
| Wimereux               | 7 312      | Francis Ruelle          |       | DVD   | Francis Ruelle             |       | DVD   |
| Wingles                | 8 239      | Gérard Dassonvalle      |       | MRC   | Maryse Loup-Rouzé          |       | PS    |

## Évolution départementale
| Partis               | Partis                               | Maires sortants | Maires élus | Évolution     |
| -------------------- | ------------------------------------ | --------------- | ----------- | ------------- |
|                      | Parti Socialiste                     | 41              | 38          | 3             |
|                      | Parti Communiste Français            | 12              | 10          | 2             |
|                      | Divers Gauche                        | 4               | 5           | 1             |
|                      | Europe Écologie Les Verts            | 1               | 1           | en stagnation |
|                      | Parti Radical de Gauche              | 1               | 0           | 1             |
|                      | Mouvement Républicain et Citoyen     | 1               | 0           | 1             |
| Total Gauche         | Total Gauche                         | 60              | 54          | 6             |
|                      | Divers Droite                        | 6               | 6           | en stagnation |
|                      | Union pour un Mouvement Populaire    | 3               | 5           | 2             |
|                      | Union des Démocrates et Indépendants | 1               | 4           | 3             |
|                      | Mouvement Démocrate                  | 1               | 1           | en stagnation |
| Total Droite         | Total Droite                         | 11              | 16          | 5             |
|                      | Front National                       | 0               | 1           | 1             |
| Total Front National | Total Front National                 | 0               | 1           | 1             |

## Résultats dans les communes de plus de5 000 habitants

### Achicourt
- Maire sortant : Pascal Lachambre (PS)
- 29 sièges à pourvoir au conseil municipal (population légale 2011 : 8 045 habitants)
- 4 sièges à pourvoir au conseil communautaire (CU d'Arras)

|                          | Pascal Lachambre * | PS-PCF-EELV    | 1 992 | 51,98  | 22 | 3 |  |  |
|                          | Jean-Paul Leblanc  | DVG            | 1 840 | 48,01  | 7  | 1 |  |  |
|                          |                    |                |       |        |    |   |  |  |
| Inscrits                 | Inscrits           | Inscrits       | 5 928 | 100,00 |    |   |  |  |
| Abstentions              | Abstentions        | Abstentions    | 1 834 | 30,94  |    |   |  |  |
| Votants                  | Votants            | Votants        | 4 094 | 69,06  |    |   |  |  |
| Blancs et nuls           | Blancs et nuls     | Blancs et nuls | 262   | 6,40   |    |   |  |  |
| Exprimés                 | Exprimés           | Exprimés       | 3 832 | 93,60  |    |   |  |  |
| * Liste du maire sortant |                    |                |       |        |    |   |  |  |

### Aire-sur-la-Lys
- Maire sortant : Jean-Claude Dissaux (PS)
- 29 sièges à pourvoir au conseil municipal (population légale 2011 : 9 874 habitants)
- 12 sièges à pourvoir au conseil communautaire (CA du Pays de Saint-Omer)

|                          | Jean-Claude Dissaux * | PS             | 3 037 | 62,96  | 24 | 10 |  |  |
|                          | André Delpouve        | UMP            | 1 786 | 37,03  | 5  | 2  |  |  |
|                          |                       |                |       |        |    |    |  |  |
| Inscrits                 | Inscrits              | Inscrits       | 7 564 | 100,00 |    |    |  |  |
| Abstentions              | Abstentions           | Abstentions    | 2 415 | 31,93  |    |    |  |  |
| Votants                  | Votants               | Votants        | 5 149 | 68,07  |    |    |  |  |
| Blancs et nuls           | Blancs et nuls        | Blancs et nuls | 326   | 6,33   |    |    |  |  |
| Exprimés                 | Exprimés              | Exprimés       | 4 823 | 93,67  |    |    |  |  |
| * Liste du maire sortant |                       |                |       |        |    |    |  |  |

### Annezin
- Maire sortant : Daniel Delomez (PS)
- 29 sièges à pourvoir au conseil municipal (population légale 2011 : 5 756 habitants)
- 3 sièges à pourvoir au conseil communautaire (CA de Béthune-Bruay, Artois-Lys Romane)

|                          | Daniel Delomez *      | PS             | 2 128 | 69,42  | 25 | 3 |  |  |
|                          | Marie-France Deleflie | DVD            | 937   | 30,57  | 4  |   |  |  |
|                          |                       |                |       |        |    |   |  |  |
| Inscrits                 | Inscrits              | Inscrits       | 4 501 | 100,00 |    |   |  |  |
| Abstentions              | Abstentions           | Abstentions    | 1 327 | 29,48  |    |   |  |  |
| Votants                  | Votants               | Votants        | 3 174 | 70,52  |    |   |  |  |
| Blancs et nuls           | Blancs et nuls        | Blancs et nuls | 109   | 3,43   |    |   |  |  |
| Exprimés                 | Exprimés              | Exprimés       | 3 065 | 96,57  |    |   |  |  |
| * Liste du maire sortant |                       |                |       |        |    |   |  |  |

### Arques
- Maire sortant : Joël Duquenoy (DVG)
- 29 sièges à pourvoir au conseil municipal (population légale 2011 : 9 979 habitants)
- 10 sièges à pourvoir au conseil communautaire (CA du Pays de Saint-Omer)

| Tête de liste            | Tête de liste      | Liste          | Premier tour | Premier tour | Second tour | Second tour | Sièges | Sièges |
| Tête de liste            | Tête de liste      | Liste          | Voix         | %            | Voix        | %           | CM     | CC     |
| ------------------------ | ------------------ | -------------- | ------------ | ------------ | ----------- | ----------- | ------ | ------ |
|                          | Caroline Saudemont | UDI            | 1 836        | 41,55        | 2 646       | 58,34       | 23     | 8      |
|                          | Joël Duquenoy *    | DVG            | 1 565        | 35,42        | 1 889       | 41,65       | 6      | 2      |
|                          | Benoît Roussel     | FG             | 1 017        | 23,01        | 1 889       | 41,65       | 6      | 2      |
|                          |                    |                |              |              |             |             |        |        |
| Inscrits                 | Inscrits           | Inscrits       | 7 194        | 100,00       | 7 196       | 100,00      |        |        |
| Abstentions              | Abstentions        | Abstentions    | 2 565        | 35,65        | 2 509       | 34,87       |        |        |
| Votants                  | Votants            | Votants        | 4 629        | 64,35        | 4 687       | 65,13       |        |        |
| Blancs et nuls           | Blancs et nuls     | Blancs et nuls | 211          | 4,56         | 152         | 3,24        |        |        |
| Exprimés                 | Exprimés           | Exprimés       | 4 418        | 95,44        | 4 535       | 96,76       |        |        |
| * Liste du maire sortant |                    |                |              |              |             |             |        |        |

### Arras
- Maire sortant : Frédéric Leturque (UDI)
- 43 sièges à pourvoir au conseil municipal (population légale 2011 : 41 322 habitants)
- 27 sièges à pourvoir au conseil communautaire (CU d'Arras)

|                          | Frédéric Leturque * | UDI-UMP        | 8 774  | 56,51  | 35 | 23 |  |  |
|                          | Hélène Flautre      | EELV-PS        | 2 520  | 16,23  | 3  | 2  |  |  |
|                          | François Desmaziere | DVD            | 1 909  | 12,29  | 3  | 1  |  |  |
|                          | Alban Heusèle       | FN             | 1 683  | 10,83  | 2  | 1  |  |  |
|                          | René Chevalier      | FG             | 640    | 4,12   |    |    |  |  |
|                          |                     |                |        |        |    |    |  |  |
| Inscrits                 | Inscrits            | Inscrits       | 25 791 | 100,00 |    |    |  |  |
| Abstentions              | Abstentions         | Abstentions    | 9 825  | 38,09  |    |    |  |  |
| Votants                  | Votants             | Votants        | 15 966 | 61,91  |    |    |  |  |
| Blancs et nuls           | Blancs et nuls      | Blancs et nuls | 440    | 2,76   |    |    |  |  |
| Exprimés                 | Exprimés            | Exprimés       | 15 526 | 97,24  |    |    |  |  |
| * Liste du maire sortant |                     |                |        |        |    |    |  |  |

### Auchel
- Maire sortant : Richard Jarrett (DVD)
- 33 sièges à pourvoir au conseil municipal (population légale 2011 : 10 993 habitants)
- 6 sièges à pourvoir au conseil communautaire (CA de Béthune-Bruay, Artois-Lys Romane)

|                          | Richard Jarrett *  | DVD            | 2 330 | 51,18  | 26 | 5 |  |  |
|                          | Bruno Roux         | FN             | 1 156 | 25,39  | 4  | 1 |  |  |
|                          | Christelle Fauchet | PS             | 601   | 13,20  | 2  |   |  |  |
|                          | Michèle Jacquet    | FG             | 465   | 10,21  | 1  |   |  |  |
|                          |                    |                |       |        |    |   |  |  |
| Inscrits                 | Inscrits           | Inscrits       | 7 934 | 100,00 |    |   |  |  |
| Abstentions              | Abstentions        | Abstentions    | 3 269 | 41,20  |    |   |  |  |
| Votants                  | Votants            | Votants        | 4 665 | 58,80  |    |   |  |  |
| Blancs et nuls           | Blancs et nuls     | Blancs et nuls | 113   | 2,42   |    |   |  |  |
| Exprimés                 | Exprimés           | Exprimés       | 4 552 | 97,58  |    |   |  |  |
| * Liste du maire sortant |                    |                |       |        |    |   |  |  |

### Audruicq
- Maire sortant : Nicole Chevalier (UMP)
- 29 sièges à pourvoir au conseil municipal (population légale 2011 : 5 048 habitants)
- 6 sièges à pourvoir au conseil communautaire (CC de la Région d'Audruicq)

|                          | Nicole Chevalier * | UMP            | 1 651 | 58,98  | 23 | 5 |  |  |
|                          | Nicole Martinache  | DVD            | 1 148 | 41,01  | 6  | 1 |  |  |
|                          |                    |                |       |        |    |   |  |  |
| Inscrits                 | Inscrits           | Inscrits       | 3 960 | 100,00 |    |   |  |  |
| Abstentions              | Abstentions        | Abstentions    | 1 040 | 26,26  |    |   |  |  |
| Votants                  | Votants            | Votants        | 2 920 | 73,74  |    |   |  |  |
| Blancs et nuls           | Blancs et nuls     | Blancs et nuls | 121   | 4,14   |    |   |  |  |
| Exprimés                 | Exprimés           | Exprimés       | 2 799 | 95,86  |    |   |  |  |
| * Liste du maire sortant |                    |                |       |        |    |   |  |  |

### Avion
- Maire sortant : Jean-Marc Tellier (PCF)
- 33 sièges à pourvoir au conseil municipal (population légale 2011 : 17 947 habitants)
- 6 sièges à pourvoir au conseil communautaire (CA de Lens-Liévin)

|                          | Jean-Marc Tellier* | PCF-PS-EÉLV    | 5 272  | 100,00 | 33 | 6 |  |  |
|                          |                    |                |        |        |    |   |  |  |
| Inscrits                 | Inscrits           | Inscrits       | 12 506 | 100,00 |    |   |  |  |
| Abstentions              | Abstentions        | Abstentions    | 6 142  | 49,11  |    |   |  |  |
| Votants                  | Votants            | Votants        | 6 364  | 50,89  |    |   |  |  |
| Blancs et nuls           | Blancs et nuls     | Blancs et nuls | 1 092  | 17,16  |    |   |  |  |
| Exprimés                 | Exprimés           | Exprimés       | 5 272  | 82,84  |    |   |  |  |
| * Liste du maire sortant |                    |                |        |        |    |   |  |  |

### Barlin
- Maire sortant : Michel Dagbert (PS)
- 29 sièges à pourvoir au conseil municipal (population légale 2011 : 7 514 habitants)
- 4 sièges à pourvoir au conseil communautaire (CA de Béthune-Bruay, Artois-Lys Romane)

|                          | Michel Dagbert *       | PS             | 1 836 | 52,56  | 22 | 3 |  |  |
|                          | Jean-Michel Cavigneaux | DVG            | 964   | 27,59  | 4  | 1 |  |  |
|                          | Philippe Reszel        | DVG            | 693   | 19,83  | 3  |   |  |  |
|                          |                        |                |       |        |    |   |  |  |
| Inscrits                 | Inscrits               | Inscrits       | 5 855 | 100,00 |    |   |  |  |
| Abstentions              | Abstentions            | Abstentions    | 2 204 | 37,64  |    |   |  |  |
| Votants                  | Votants                | Votants        | 3 651 | 62,36  |    |   |  |  |
| Blancs et nuls           | Blancs et nuls         | Blancs et nuls | 158   | 4,33   |    |   |  |  |
| Exprimés                 | Exprimés               | Exprimés       | 3 493 | 95,67  |    |   |  |  |
| * Liste du maire sortant |                        |                |       |        |    |   |  |  |

### Beaurains
- Maire sortant : Pierre Ansart (PS)
- 29 sièges à pourvoir au conseil municipal (population légale 2011 : 5 053 habitants)
- 3 sièges à pourvoir au conseil communautaire (CU d'Arras)

|                          | Pierre Ansart * | PS             | 2 075 | 100,00 | 29 | 3 |  |  |
|                          |                 |                |       |        |    |   |  |  |
| Inscrits                 | Inscrits        | Inscrits       | 4 100 | 100,00 |    |   |  |  |
| Abstentions              | Abstentions     | Abstentions    | 1 505 | 36,71  |    |   |  |  |
| Votants                  | Votants         | Votants        | 2 595 | 63,29  |    |   |  |  |
| Blancs et nuls           | Blancs et nuls  | Blancs et nuls | 520   | 20,04  |    |   |  |  |
| Exprimés                 | Exprimés        | Exprimés       | 2 075 | 79,96  |    |   |  |  |
| * Liste du maire sortant |                 |                |       |        |    |   |  |  |

### Berck
- Maire sortant : Jean-Marie Krajewski (PS)
- 33 sièges à pourvoir au conseil municipal (population légale 2011 : 15 171 habitants)
- 17 sièges à pourvoir au conseil communautaire (CA des Deux Baies en Montreuillois)

| Tête de liste  | Tête de liste        | Liste          | Premier tour | Premier tour | Second tour | Second tour | Sièges | Sièges |
| Tête de liste  | Tête de liste        | Liste          | Voix         | %            | Voix        | %           | CM     | CC     |
| -------------- | -------------------- | -------------- | ------------ | ------------ | ----------- | ----------- | ------ | ------ |
|                | Bruno Cousein        | UMP            | 3 270        | 47,34        | 4 002       | 57,62       | 27     | 14     |
|                | Fernand Duchaussoy   | PS             | 1 278        | 18,50        | 1 194       | 17,19       | 3      | 1      |
|                | Marie-Claude Lagache | DVG            | 1 233        | 17,85        | 968         | 13,93       | 2      | 1      |
|                | Benoît Dolle         | SE             | 1 126        | 16,30        | 781         | 11,24       | 1      | 1      |
|                |                      |                |              |              |             |             |        |        |
| Inscrits       | Inscrits             | Inscrits       | 10 842       | 100,00       | 10 842      | 100,00      |        |        |
| Abstentions    | Abstentions          | Abstentions    | 3 659        | 33,75        | 3 654       | 33,70       |        |        |
| Votants        | Votants              | Votants        | 7 183        | 66,25        | 7 188       | 66,30       |        |        |
| Blancs et nuls | Blancs et nuls       | Blancs et nuls | 276          | 3,84         | 243         | 3,38        |        |        |
| Exprimés       | Exprimés             | Exprimés       | 6 907        | 96,16        | 6 945       | 96,62       |        |        |

### Béthune
- Maire sortant : Stéphane Saint-André (PRG)
- 35 sièges à pourvoir au conseil municipal (population légale 2011 : 25 430 habitants)
- 14 sièges à pourvoir au conseil communautaire (CA de Béthune-Bruay, Artois-Lys Romane)

| Tête de liste            | Tête de liste          | Liste               | Premier tour | Premier tour | Second tour | Second tour | Sièges | Sièges |
| Tête de liste            | Tête de liste          | Liste               | Voix         | %            | Voix        | %           | CM     | CC     |
| ------------------------ | ---------------------- | ------------------- | ------------ | ------------ | ----------- | ----------- | ------ | ------ |
|                          | Jacques Mellick        | DVG                 | 2 376        | 22,57        | 3 058       | 28,09       | 5      | 2      |
|                          | Stéphane Saint-André * | PRG-PS-PCF-MRC-EELV | 2 170        | 20,62        | 3 093       | 28,41       | 5      | 2      |
|                          | Daniel Boys            | DVG                 | 986          | 9,36         | 3 093       | 28,41       | 5      | 2      |
|                          | Olivier Gacquerre      | UDI                 | 1 919        | 18,23        | 3 658       | 33,60       | 24     | 10     |
|                          | Pierre-Emmanuel Gibson | UMP                 | 1 614        | 15,33        | 3 658       | 33,60       | 24     | 10     |
|                          | Ludovic Pajot          | FN                  | 1 292        | 12,27        | 1 077       | 9,89        | 1      |        |
|                          | Jean-Pierre Chruszez   | SE                  | 166          | 1,57         |             |             |        |        |
|                          |                        |                     |              |              |             |             |        |        |
| Inscrits                 | Inscrits               | Inscrits            | 17 712       | 100,00       | 17 711      | 100,00      |        |        |
| Abstentions              | Abstentions            | Abstentions         | 6 891        | 38,91        | 6 549       | 36,98       |        |        |
| Votants                  | Votants                | Votants             | 10 821       | 61,09        | 11 162      | 63,02       |        |        |
| Blancs et nuls           | Blancs et nuls         | Blancs et nuls      | 298          | 2,75         | 276         | 2,47        |        |        |
| Exprimés                 | Exprimés               | Exprimés            | 10 523       | 97,25        | 10 886      | 97,53       |        |        |
| * Liste du maire sortant |                        |                     |              |              |             |             |        |        |

### Beuvry
- Maire sortant : Nadine Lefebvre (PS)
- 29 sièges à pourvoir au conseil municipal (population légale 2011 : 8 898 habitants)
- 5 sièges à pourvoir au conseil communautaire (CA de Béthune-Bruay, Artois-Lys Romane)

|                          | Nadine Lefebvre * | PS-EELV        | 2 005 | 50,65  | 23 | 5 |  |  |
|                          | Charles Dumont    | SE             | 900   | 22,73  | 3  |   |  |  |
|                          | Philippe Baroux   | DVD            | 734   | 18,54  | 2  |   |  |  |
|                          | Christine Brasse  | SE             | 319   | 8,05   | 1  |   |  |  |
|                          |                   |                |       |        |    |   |  |  |
| Inscrits                 | Inscrits          | Inscrits       | 6 961 | 100,00 |    |   |  |  |
| Abstentions              | Abstentions       | Abstentions    | 2 775 | 39,86  |    |   |  |  |
| Votants                  | Votants           | Votants        | 4 186 | 60,14  |    |   |  |  |
| Blancs et nuls           | Blancs et nuls    | Blancs et nuls | 228   | 5,45   |    |   |  |  |
| Exprimés                 | Exprimés          | Exprimés       | 3 958 | 94,55  |    |   |  |  |
| * Liste du maire sortant |                   |                |       |        |    |   |  |  |

### Billy-Montigny
- Maire sortant : Bruno Troni (PCF)
- 29 sièges à pourvoir au conseil municipal (population légale 2011 : 8 224 habitants)
- 3 sièges à pourvoir au conseil communautaire (CA de Lens-Liévin)

| Tête de liste            | Tête de liste  | Liste          | Premier tour | Premier tour | Second tour | Second tour | Sièges | Sièges |
| Tête de liste            | Tête de liste  | Liste          | Voix         | %            | Voix        | %           | CM     | CC     |
| ------------------------ | -------------- | -------------- | ------------ | ------------ | ----------- | ----------- | ------ | ------ |
|                          | Bruno Troni *  | FG-PS          | 1 693        | 45,96        | 1 795       | 48,96       | 22     | 2      |
|                          | José Évrard    | FN             | 992          | 26,93        | 1 164       | 31,75       | 4      | 1      |
|                          | Tanguy Legrand | DVD            | 690          | 18,73        | 707         | 19,28       | 3      |        |
|                          | Fabrice Mulier | UMP            | 308          | 8,36         |             |             |        |        |
|                          |                |                |              |              |             |             |        |        |
| Inscrits                 | Inscrits       | Inscrits       | 5 610        | 100,00       | 5 610       | 100,00      |        |        |
| Abstentions              | Abstentions    | Abstentions    | 1 811        | 32,28        | 1 826       | 32,55       |        |        |
| Votants                  | Votants        | Votants        | 3 799        | 67,72        | 3 784       | 67,45       |        |        |
| Blancs et nuls           | Blancs et nuls | Blancs et nuls | 116          | 3,05         | 118         | 3,12        |        |        |
| Exprimés                 | Exprimés       | Exprimés       | 3 683        | 96,95        | 3 666       | 96,88       |        |        |
| * Liste du maire sortant |                |                |              |              |             |             |        |        |

### Blendecques
- Maire sortant : André Bultel (PS)
- 29 sièges à pourvoir au conseil municipal (population légale 2011 : 5 196 habitants)
- 5 sièges à pourvoir au conseil communautaire (CA du Pays de Saint-Omer)

| Tête de liste  | Tête de liste       | Liste          | Premier tour | Premier tour | Second tour | Second tour | Sièges | Sièges |
| Tête de liste  | Tête de liste       | Liste          | Voix         | %            | Voix        | %           | CM     | CC     |
| -------------- | ------------------- | -------------- | ------------ | ------------ | ----------- | ----------- | ------ | ------ |
|                | Christophe Decupper | PS             | 889          | 34,11        | 1 256       | 47,72       | 7      | 1      |
|                | Rachid Ben Amor     | DVG            | 801          | 30,73        | 1 376       | 52,27       | 22     | 4      |
|                | Michèle Chaudet     | DVG            | 495          | 18,99        |             |             |        |        |
|                | Serge Blot          | DVG            | 421          | 16,15        |             |             |        |        |
|                |                     |                |              |              |             |             |        |        |
| Inscrits       | Inscrits            | Inscrits       | 4 057        | 100,00       | 4 057       | 100,00      |        |        |
| Abstentions    | Abstentions         | Abstentions    | 1 343        | 33,10        | 1 271       | 31,33       |        |        |
| Votants        | Votants             | Votants        | 2 714        | 66,90        | 2 786       | 68,67       |        |        |
| Blancs et nuls | Blancs et nuls      | Blancs et nuls | 108          | 3,98         | 154         | 5,53        |        |        |
| Exprimés       | Exprimés            | Exprimés       | 2 606        | 96,02        | 2 632       | 94,47       |        |        |

### Boulogne-sur-Mer
- Maire sortant : Mireille Hingrez-Céréda (PS)
- 43 sièges à pourvoir au conseil municipal (population légale 2011 : 42 680 habitants)
- 21 sièges à pourvoir au conseil communautaire (CA du Boulonnais)

| Tête de liste  | Tête de liste      | Liste          | Premier tour | Premier tour | Second tour | Second tour | Sièges | Sièges |
| Tête de liste  | Tête de liste      | Liste          | Voix         | %            | Voix        | %           | CM     | CC     |
| -------------- | ------------------ | -------------- | ------------ | ------------ | ----------- | ----------- | ------ | ------ |
|                | Frédéric Cuvillier | PS-PCF-EELV    | 6 949        | 49,82        | 7 821       | 54,79       | 34     | 17     |
|                | Antoine Golliot    | FN             | 3 006        | 21,55        | 3 731       | 26,14       | 6      | 3      |
|                | David Dubois       | UMP            | 1 742        | 12,48        | 1 717       | 12,03       | 2      | 1      |
|                | Richard Honvault   | UDI            | 1 478        | 10,59        | 1 003       | 7,02        | 1      |        |
|                | Nicolas Magere     | EXG            | 773          | 5,54         |             |             |        |        |
|                |                    |                |              |              |             |             |        |        |
| Inscrits       | Inscrits           | Inscrits       | 26 090       | 100,00       | 26 091      | 100,00      |        |        |
| Abstentions    | Abstentions        | Abstentions    | 11 627       | 44,56        | 11 327      | 43,41       |        |        |
| Votants        | Votants            | Votants        | 14 463       | 55,44        | 14 764      | 56,59       |        |        |
| Blancs et nuls | Blancs et nuls     | Blancs et nuls | 515          | 3,56         | 492         | 3,33        |        |        |
| Exprimés       | Exprimés           | Exprimés       | 13 948       | 96,44        | 14 272      | 96,67       |        |        |

### Bruay-la-Buissière
- Maire sortant : Alain Wacheux (PS)
- 35 sièges à pourvoir au conseil municipal (population légale 2011 : 23 441 habitants)
- 13 sièges à pourvoir au conseil communautaire (CA de Béthune-Bruay, Artois-Lys Romane)

| Tête de liste            | Tête de liste    | Liste          | Premier tour | Premier tour | Second tour | Second tour | Sièges | Sièges |
| Tête de liste            | Tête de liste    | Liste          | Voix         | %            | Voix        | %           | CM     | CC     |
| ------------------------ | ---------------- | -------------- | ------------ | ------------ | ----------- | ----------- | ------ | ------ |
|                          | Alain Wacheux *  | PS             | 3 877        | 49,48        | 4 016       | 48,54       | 26     | 10     |
|                          | Maryvonne Clerge | FN             | 2 886        | 36,83        | 3 333       | 40,28       | 7      | 3      |
|                          | Lisette Sudic    | EELV           | 1 071        | 13,67        | 924         | 11,16       | 2      |        |
|                          |                  |                |              |              |             |             |        |        |
| Inscrits                 | Inscrits         | Inscrits       | 15 991       | 100,00       | 15 992      | 100,00      |        |        |
| Abstentions              | Abstentions      | Abstentions    | 7 659        | 47,90        | 7 386       | 46,19       |        |        |
| Votants                  | Votants          | Votants        | 8 332        | 52,10        | 8 606       | 53,81       |        |        |
| Blancs et nuls           | Blancs et nuls   | Blancs et nuls | 498          | 5,98         | 333         | 3,87        |        |        |
| Exprimés                 | Exprimés         | Exprimés       | 7 834        | 94,02        | 8 273       | 96,13       |        |        |
| * Liste du maire sortant |                  |                |              |              |             |             |        |        |

### Bully-les-Mines
- Maire sortant : François Lemaire (PS)
- 33 sièges à pourvoir au conseil municipal (population légale 2011 : 12 726 habitants)
- 4 sièges à pourvoir au conseil communautaire (CA de Lens-Liévin)

|                          | François Lemaire * | PS             | 3 570 | 72,99  | 29 | 4 |  |  |
|                          | Daniel Gosselin    | DVD            | 886   | 18,11  | 3  |   |  |  |
|                          | Jean- Michel Padot | DVG            | 435   | 8,89   | 1  |   |  |  |
|                          |                    |                |       |        |    |   |  |  |
| Inscrits                 | Inscrits           | Inscrits       | 9 613 | 100,00 |    |   |  |  |
| Abstentions              | Abstentions        | Abstentions    | 4 421 | 45,99  |    |   |  |  |
| Votants                  | Votants            | Votants        | 5 192 | 54,01  |    |   |  |  |
| Blancs et nuls           | Blancs et nuls     | Blancs et nuls | 301   | 5,80   |    |   |  |  |
| Exprimés                 | Exprimés           | Exprimés       | 4 891 | 94,20  |    |   |  |  |
| * Liste du maire sortant |                    |                |       |        |    |   |  |  |

### Calais
- Maire sortant : Natacha Bouchart (UMP)
- Maire élu : Natacha Bouchart (UMP) - Réélection
- 49 sièges à pourvoir au conseil municipal (population légale 2011 : 72 915 habitants)
- 25 sièges à pourvoir au conseil communautaire (CA Grand Calais Terres et Mers)

| Tête de liste            | Tête de liste          | Liste             | Premier tour | Premier tour | Second tour | Second tour | Sièges | Sièges |
| Tête de liste            | Tête de liste          | Liste             | Voix         | %            | Voix        | %           | CM     | CC     |
| ------------------------ | ---------------------- | ----------------- | ------------ | ------------ | ----------- | ----------- | ------ | ------ |
|                          | Natacha Bouchart *     | UMP-UDI-MoDem-MRC | 11 050       | 39,04        | 15 760      | 52,11       | 38     | 19     |
|                          | Jacky Henin            | FG                | 6 397        | 22,60        | 11 891      | 39,32       | 9      | 5      |
|                          | Yann Capet             | PS-EELV-PRG       | 5 584        | 19,72        | 11 891      | 39,32       | 9      | 5      |
|                          | Françoise Vernalde     | FN                | 3 552        | 12,54        | 2 589       | 8,56        | 2      | 1      |
|                          | Alexandre Van Kerkhove | DVD               | 1 111        | 3,92         |             |             |        |        |
|                          | Françoise Millot       | LO                | 610          | 2,15         |             |             |        |        |
|                          |                        |                   |              |              |             |             |        |        |
| Inscrits                 | Inscrits               | Inscrits          | 52 007       | 100,00       | 52 010      | 100,00      |        |        |
| Abstentions              | Abstentions            | Abstentions       | 22 835       | 43,91        | 20 853      | 40,09       |        |        |
| Votants                  | Votants                | Votants           | 29 172       | 56,09        | 31 157      | 59,91       |        |        |
| Blancs et nuls           | Blancs et nuls         | Blancs et nuls    | 868          | 2,98         | 917         | 2,94        |        |        |
| Exprimés                 | Exprimés               | Exprimés          | 28 304       | 97,02        | 30 240      | 97,06       |        |        |
| * Liste du maire sortant |                        |                   |              |              |             |             |        |        |

### Calonne-Ricouart
- Maire sortant : André Delcourt (PCF)
- 29 sièges à pourvoir au conseil municipal (population légale 2011 : 5 643 habitants)
- 3 sièges à pourvoir au conseil communautaire (CA de Béthune-Bruay, Artois-Lys Romane)

|                | Ludovic Guyot  | PCF            | 2 018 | 100,00 | 29 | 3 |  |  |
|                |                |                |       |        |    |   |  |  |
| Inscrits       | Inscrits       | Inscrits       | 4 439 | 100,00 |    |   |  |  |
| Abstentions    | Abstentions    | Abstentions    | 2 047 | 46,11  |    |   |  |  |
| Votants        | Votants        | Votants        | 2 392 | 53,89  |    |   |  |  |
| Blancs et nuls | Blancs et nuls | Blancs et nuls | 374   | 15,64  |    |   |  |  |
| Exprimés       | Exprimés       | Exprimés       | 2 018 | 84,36  |    |   |  |  |

### Carvin
- Maire sortant : Philippe Kemel (PS)
- 33 sièges à pourvoir au conseil municipal (population légale 2011 : 17 102 habitants)
- 9 sièges à pourvoir au conseil communautaire (CA Hénin-Carvin)

| Tête de liste            | Tête de liste    | Liste          | Premier tour | Premier tour | Second tour | Second tour | Sièges | Sièges |
| Tête de liste            | Tête de liste    | Liste          | Voix         | %            | Voix        | %           | CM     | CC     |
| ------------------------ | ---------------- | -------------- | ------------ | ------------ | ----------- | ----------- | ------ | ------ |
|                          | Philippe Kemel * | PS             | 3 417        | 46,30        | 3 734       | 49,10       | 25     | 9      |
|                          | Alain Beghin     | FN             | 2 599        | 35,22        | 2 839       | 37,33       | 6      |        |
|                          | Manuel Tourbez   | FG             | 1 363        | 18,47        | 1 031       | 13,55       | 2      |        |
|                          |                  |                |              |              |             |             |        |        |
| Inscrits                 | Inscrits         | Inscrits       | 12 644       | 100,00       | 12 640      | 100,00      |        |        |
| Abstentions              | Abstentions      | Abstentions    | 4 868        | 38,50        | 4 742       | 37,52       |        |        |
| Votants                  | Votants          | Votants        | 7 776        | 61,50        | 7 898       | 62,48       |        |        |
| Blancs et nuls           | Blancs et nuls   | Blancs et nuls | 397          | 5,11         | 294         | 3,72        |        |        |
| Exprimés                 | Exprimés         | Exprimés       | 7 379        | 94,89        | 7 604       | 96,28       |        |        |
| * Liste du maire sortant |                  |                |              |              |             |             |        |        |

### Coulogne
- Maire sortant : Jean-Claude Dubut (DVD)
- 29 sièges à pourvoir au conseil municipal (population légale 2011 : 5 617 habitants)
- 7 sièges à pourvoir au conseil communautaire (CA Grand Calais Terres et Mers)

| Tête de liste  | Tête de liste              | Liste          | Premier tour | Premier tour | Second tour | Second tour | Sièges | Sièges |
| Tête de liste  | Tête de liste              | Liste          | Voix         | %            | Voix        | %           | CM     | CC     |
| -------------- | -------------------------- | -------------- | ------------ | ------------ | ----------- | ----------- | ------ | ------ |
|                | Henry-Christian Serednicki | DVD            | 1 255        | 44,80        | 1 285       | 42,32       | 6      | 1      |
|                | Alain Fauquet              | PS             | 1 170        | 41,77        | 1 505       | 49,57       | 22     | 6      |
|                | Monique Cailliez           | FG             | 376          | 13,42        | 246         | 8,10        | 1      |        |
|                |                            |                |              |              |             |             |        |        |
| Inscrits       | Inscrits                   | Inscrits       | 4 719        | 100,00       | 4 719       | 100,00      |        |        |
| Abstentions    | Abstentions                | Abstentions    | 1 760        | 37,30        | 1 580       | 33,48       |        |        |
| Votants        | Votants                    | Votants        | 2 959        | 62,70        | 3 139       | 66,52       |        |        |
| Blancs et nuls | Blancs et nuls             | Blancs et nuls | 158          | 5,34         | 103         | 3,28        |        |        |
| Exprimés       | Exprimés                   | Exprimés       | 2 801        | 94,66        | 3 036       | 96,72       |        |        |

### Courcelles-lès-Lens
- Maire sortant : Ernest Vendeville (PS)
- 29 sièges à pourvoir au conseil municipal (population légale 2011 : 6 273 habitants)
- 3 sièges à pourvoir au conseil communautaire (CA Hénin-Carvin)

| Tête de liste  | Tête de liste         | Liste          | Premier tour | Premier tour | Second tour | Second tour | Sièges | Sièges |
| Tête de liste  | Tête de liste         | Liste          | Voix         | %            | Voix        | %           | CM     | CC     |
| -------------- | --------------------- | -------------- | ------------ | ------------ | ----------- | ----------- | ------ | ------ |
|                | Jean-François Graf    | DVG            | 898          | 30,62        | 1 064       | 39,36       | 21     | 2      |
|                | Édith Bleuzet-carlier | DVG            | 636          | 21,69        | 888         | 32,85       | 5      | 1      |
|                | Jean-Paul Lourdelle   | DVG            | 507          | 17,29        | 477         | 17,64       | 2      |        |
|                | Jean-Luc Hurbain      | DVG            | 455          | 15,51        |             |             |        |        |
|                | Rachid Lasri          | DVG            | 436          | 14,87        | 274         | 10,13       | 1      |        |
|                |                       |                |              |              |             |             |        |        |
| Inscrits       | Inscrits              | Inscrits       | 4 247        | 100,00       | 4 247       | 100,00      |        |        |
| Abstentions    | Abstentions           | Abstentions    | 1 206        | 28,40        | 1 280       | 30,14       |        |        |
| Votants        | Votants               | Votants        | 3 041        | 71,60        | 2 967       | 69,86       |        |        |
| Blancs et nuls | Blancs et nuls        | Blancs et nuls | 109          | 3,58         | 264         | 8,90        |        |        |
| Exprimés       | Exprimés              | Exprimés       | 2 932        | 96,42        | 2 703       | 91,10       |        |        |

### Courrières
- Maire sortant : Christophe Pilch (PS)
- 33 sièges à pourvoir au conseil municipal (population légale 2011 : 10 618 habitants)
- 5 sièges à pourvoir au conseil communautaire (CA Hénin-Carvin)

|                          | Christophe Pilch * | PS-PCF-EELV    | 3 423 | 100,00 | 33 | 5 |  |  |
|                          |                    |                |       |        |    |   |  |  |
| Inscrits                 | Inscrits           | Inscrits       | 7 911 | 100,00 |    |   |  |  |
| Abstentions              | Abstentions        | Abstentions    | 3 716 | 46,97  |    |   |  |  |
| Votants                  | Votants            | Votants        | 4 195 | 53,03  |    |   |  |  |
| Blancs et nuls           | Blancs et nuls     | Blancs et nuls | 772   | 18,40  |    |   |  |  |
| Exprimés                 | Exprimés           | Exprimés       | 3 423 | 81,60  |    |   |  |  |
| * Liste du maire sortant |                    |                |       |        |    |   |  |  |

### Cucq
- Maire sortant : Walter Kahn (UMP)
- 29 sièges à pourvoir au conseil municipal (population légale 2011 : 5 166 habitants)
- 7 sièges à pourvoir au conseil communautaire (CA des Deux Baies en Montreuillois)

|                          | Walter Kahn *      | UMP            | 1 668 | 61,12  | 24 | 6 |  |  |
|                          | Jean-Pierre Membré | DVG            | 874   | 32,02  | 4  | 1 |  |  |
|                          | André Kovacs       | SE             | 187   | 6,85   | 1  |   |  |  |
|                          |                    |                |       |        |    |   |  |  |
| Inscrits                 | Inscrits           | Inscrits       | 4 353 | 100,00 |    |   |  |  |
| Abstentions              | Abstentions        | Abstentions    | 1 515 | 34,80  |    |   |  |  |
| Votants                  | Votants            | Votants        | 2 838 | 65,20  |    |   |  |  |
| Blancs et nuls           | Blancs et nuls     | Blancs et nuls | 109   | 3,84   |    |   |  |  |
| Exprimés                 | Exprimés           | Exprimés       | 2 729 | 96,16  |    |   |  |  |
| * Liste du maire sortant |                    |                |       |        |    |   |  |  |

### Dainville
- Maire sortant : Françoise Rossignol (PS)
- 29 sièges à pourvoir au conseil municipal (population légale 2011 : 5 635 habitants)
- 3 sièges à pourvoir au conseil communautaire (CU d'Arras)

|                          | Françoise Rossignol * | PS             | 2 403 | 100,00 | 29 | 3 |  |  |
|                          |                       |                |       |        |    |   |  |  |
| Inscrits                 | Inscrits              | Inscrits       | 4 608 | 100,00 |    |   |  |  |
| Abstentions              | Abstentions           | Abstentions    | 1 632 | 35,42  |    |   |  |  |
| Votants                  | Votants               | Votants        | 2 976 | 64,58  |    |   |  |  |
| Blancs et nuls           | Blancs et nuls        | Blancs et nuls | 573   | 19,25  |    |   |  |  |
| Exprimés                 | Exprimés              | Exprimés       | 2 403 | 80,75  |    |   |  |  |
| * Liste du maire sortant |                       |                |       |        |    |   |  |  |

### Desvres
- Maire sortant : Gérard Pécron (PS)
- 29 sièges à pourvoir au conseil municipal (population légale 2011 : 5 190 habitants)
- 12 sièges à pourvoir au conseil communautaire (CC de Desvres - Samer)

|                          | Gérard Pécron * | PS             | 1 281 | 100,00 | 29 | 12 |  |  |
|                          |                 |                |       |        |    |    |  |  |
| Inscrits                 | Inscrits        | Inscrits       | 3 537 | 100,00 |    |    |  |  |
| Abstentions              | Abstentions     | Abstentions    | 1 542 | 43,60  |    |    |  |  |
| Votants                  | Votants         | Votants        | 1 995 | 56,40  |    |    |  |  |
| Blancs et nuls           | Blancs et nuls  | Blancs et nuls | 714   | 35,79  |    |    |  |  |
| Exprimés                 | Exprimés        | Exprimés       | 1 281 | 64,21  |    |    |  |  |
| * Liste du maire sortant |                 |                |       |        |    |    |  |  |

### Divion
- Maire sortant : Danièle Seux (PCF)
- 29 sièges à pourvoir au conseil municipal (population légale 2011 : 6 971 habitants)
- 4 sièges à pourvoir au conseil communautaire (CA de Béthune-Bruay, Artois-Lys Romane)

|                | Jacky Lemoine  | DVG            | 1 745 | 54,29  | 23 | 3 |  |  |
|                | Thomas Boulard | FG-PS          | 1 469 | 45,70  | 6  | 1 |  |  |
|                |                |                |       |        |    |   |  |  |
| Inscrits       | Inscrits       | Inscrits       | 5 344 | 100,00 |    |   |  |  |
| Abstentions    | Abstentions    | Abstentions    | 2 005 | 37,52  |    |   |  |  |
| Votants        | Votants        | Votants        | 3 339 | 62,48  |    |   |  |  |
| Blancs et nuls | Blancs et nuls | Blancs et nuls | 125   | 3,74   |    |   |  |  |
| Exprimés       | Exprimés       | Exprimés       | 3 214 | 96,26  |    |   |  |  |

### Dourges
- Maire sortant : Patrick Defrancq (PS)
- 29 sièges à pourvoir au conseil municipal (population légale 2011 : 5 651 habitants)
- 3 sièges à pourvoir au conseil communautaire (CA Hénin-Carvin)

| Tête de liste            | Tête de liste      | Liste          | Premier tour | Premier tour | Second tour | Second tour | Sièges | Sièges |
| Tête de liste            | Tête de liste      | Liste          | Voix         | %            | Voix        | %           | CM     | CC     |
| ------------------------ | ------------------ | -------------- | ------------ | ------------ | ----------- | ----------- | ------ | ------ |
|                          | Patrick Defrancq * | DVG            | 1 426        | 49,72        | 1 523       | 54,50       | 23     | 2      |
|                          | Denis Cool         | DVD            | 849          | 29,60        | 791         | 28,31       | 4      | 1      |
|                          | Jérôme Vandesavel  | FN             | 593          | 20,67        | 480         | 17,17       | 2      |        |
|                          |                    |                |              |              |             |             |        |        |
| Inscrits                 | Inscrits           | Inscrits       | 4 130        | 100,00       | 4 130       | 100,00      |        |        |
| Abstentions              | Abstentions        | Abstentions    | 1 203        | 29,13        | 1 299       | 31,45       |        |        |
| Votants                  | Votants            | Votants        | 2 927        | 70,87        | 2 831       | 68,55       |        |        |
| Blancs et nuls           | Blancs et nuls     | Blancs et nuls | 59           | 2,02         | 37          | 1,31        |        |        |
| Exprimés                 | Exprimés           | Exprimés       | 2 868        | 97,98        | 2 794       | 98,69       |        |        |
| * Liste du maire sortant |                    |                |              |              |             |             |        |        |

### Douvrin
- Maire sortant : Jean-Michel Dupont (DVG)
- 29 sièges à pourvoir au conseil municipal (population légale 2011 : 5 000 habitants)
- 2 sièges à pourvoir au conseil communautaire (CA de Béthune-Bruay, Artois-Lys Romane)

| Tête de liste            | Tête de liste        | Liste          | Premier tour | Premier tour | Second tour | Second tour | Sièges | Sièges |
| Tête de liste            | Tête de liste        | Liste          | Voix         | %            | Voix        | %           | CM     | CC     |
| ------------------------ | -------------------- | -------------- | ------------ | ------------ | ----------- | ----------- | ------ | ------ |
|                          | Jean-Michel Dupont * | DVG            | 863          | 31,40        | 984         | 35,05       | 20     | 2      |
|                          | Corinne Harel        | DVG            | 675          | 24,56        | 959         | 34,16       | 5      |        |
|                          | Vincent Pasquier     | MRC            | 582          | 21,17        | 566         | 20,16       | 3      |        |
|                          | Didier Delelis       | FN             | 378          | 13,75        | 298         | 10,61       | 1      |        |
|                          | Bernadette Fache     | PS             | 132          | 4,80         |             |             |        |        |
|                          | Yolande Hoyez        | DVG            | 118          | 4,29         |             |             |        |        |
|                          |                      |                |              |              |             |             |        |        |
| Inscrits                 | Inscrits             | Inscrits       | 4 138        | 100,00       | 4 138       | 100,00      |        |        |
| Abstentions              | Abstentions          | Abstentions    | 1 309        | 31,63        | 1 276       | 30,84       |        |        |
| Votants                  | Votants              | Votants        | 2 829        | 68,37        | 2 862       | 69,16       |        |        |
| Blancs et nuls           | Blancs et nuls       | Blancs et nuls | 81           | 2,86         | 55          | 1,92        |        |        |
| Exprimés                 | Exprimés             | Exprimés       | 2 748        | 97,14        | 2 807       | 98,08       |        |        |
| * Liste du maire sortant |                      |                |              |              |             |             |        |        |

### Étaples
- Maire sortant : Jean-Claude Baheux (DVG)
- 33 sièges à pourvoir au conseil municipal (population légale 2011 : 11 113 habitants)
- 8 sièges à pourvoir au conseil communautaire (CA des Deux Baies en Montreuillois)

| Tête de liste  | Tête de liste        | Liste          | Premier tour | Premier tour | Second tour | Second tour | Sièges | Sièges |
| Tête de liste  | Tête de liste        | Liste          | Voix         | %            | Voix        | %           | CM     | CC     |
| -------------- | -------------------- | -------------- | ------------ | ------------ | ----------- | ----------- | ------ | ------ |
|                | Philippe Fait        | DVD            | 1 530        | 29,56        | 1 983       | 37,03       | 23     | 6      |
|                | Francis Leroy        | FN             | 862          | 16,65        | 962         | 17,96       | 3      | 1      |
|                | Pascal Thiebaux      | FG-PCF         | 788          | 15,22        | 1 393       | 26,01       | 4      | 1      |
|                | Jean-Bernard Cyffers | DVG            | 715          | 13,81        |             |             |        |        |
|                | Jean-Paul Hagneré    | DVD            | 696          | 13,44        | 576         | 10,75       | 2      |        |
|                | Jean-Pierre Lamour   | UMP            | 584          | 11,28        | 440         | 8,21        | 1      |        |
|                |                      |                |              |              |             |             |        |        |
| Inscrits       | Inscrits             | Inscrits       | 8 191        | 100,00       | 8 191       | 100,00      |        |        |
| Abstentions    | Abstentions          | Abstentions    | 2 814        | 34,35        | 2 678       | 32,69       |        |        |
| Votants        | Votants              | Votants        | 5 377        | 65,65        | 5 513       | 67,31       |        |        |
| Blancs et nuls | Blancs et nuls       | Blancs et nuls | 202          | 3,76         | 159         | 2,88        |        |        |
| Exprimés       | Exprimés             | Exprimés       | 5 175        | 96,24        | 5 354       | 97,12       |        |        |

### Fouquières-lès-Lens
- Maire sortant : Michel Bouchez (PS)
- 29 sièges à pourvoir au conseil municipal (population légale 2011 : 6 534 habitants)
- 3 sièges à pourvoir au conseil communautaire (CA de Lens-Liévin)

|                          | Michel Bouchez *       | PS             | 1 613 | 57,89  | 23 | 2 |  |  |
|                          | Isabelle Dhinnin-buyck | DVD            | 538   | 19,31  | 3  | 1 |  |  |
|                          | Guillaume Fournier     | FG-EELV        | 434   | 15,57  | 2  |   |  |  |
|                          | David Vantournhoudt    | DVD            | 201   | 7,21   | 1  |   |  |  |
|                          |                        |                |       |        |    |   |  |  |
| Inscrits                 | Inscrits               | Inscrits       | 4 731 | 100,00 |    |   |  |  |
| Abstentions              | Abstentions            | Abstentions    | 1 765 | 37,31  |    |   |  |  |
| Votants                  | Votants                | Votants        | 2 966 | 62,69  |    |   |  |  |
| Blancs et nuls           | Blancs et nuls         | Blancs et nuls | 180   | 6,07   |    |   |  |  |
| Exprimés                 | Exprimés               | Exprimés       | 2 786 | 93,93  |    |   |  |  |
| * Liste du maire sortant |                        |                |       |        |    |   |  |  |

### Grenay
- Maire sortant : Christian Champiré (PCF)
- 29 sièges à pourvoir au conseil municipal (population légale 2011 : 6 698 habitants)
- 3 sièges à pourvoir au conseil communautaire (CA de Lens-Liévin)

|                          | Christian Champiré * | PCF            | 1 702 | 61,53  | 24 | 2 |  |  |
|                          | Antoine Ibba         | FN             | 1 064 | 38,46  | 5  | 1 |  |  |
|                          |                      |                |       |        |    |   |  |  |
| Inscrits                 | Inscrits             | Inscrits       | 4 565 | 100,00 |    |   |  |  |
| Abstentions              | Abstentions          | Abstentions    | 1 656 | 36,28  |    |   |  |  |
| Votants                  | Votants              | Votants        | 2 909 | 63,72  |    |   |  |  |
| Blancs et nuls           | Blancs et nuls       | Blancs et nuls | 143   | 4,92   |    |   |  |  |
| Exprimés                 | Exprimés             | Exprimés       | 2 766 | 95,08  |    |   |  |  |
| * Liste du maire sortant |                      |                |       |        |    |   |  |  |

### Guînes
- Maire sortant : Marc Médine (PS)
- 29 sièges à pourvoir au conseil municipal (population légale 2011 : 5 787 habitants)
- 11 sièges à pourvoir au conseil communautaire (CC Pays d'Opale)

| Tête de liste            | Tête de liste     | Liste          | Premier tour | Premier tour | Second tour | Second tour | Sièges | Sièges |
| Tête de liste            | Tête de liste     | Liste          | Voix         | %            | Voix        | %           | CM     | CC     |
| ------------------------ | ----------------- | -------------- | ------------ | ------------ | ----------- | ----------- | ------ | ------ |
|                          | Marc Médine *     | PS             | 1 183        | 46,66        | 1 276       | 49,94       | 22     | 9      |
|                          | Éric Houdayer     | DVD            | 660          | 26,03        | 869         | 34,01       | 5      | 2      |
|                          | Cédric Fasquelle  | FN             | 452          | 17,83        | 410         | 16,04       | 2      |        |
|                          | Sylviane Verriest | FG             | 240          | 9,46         |             |             |        |        |
|                          |                   |                |              |              |             |             |        |        |
| Inscrits                 | Inscrits          | Inscrits       | 3 773        | 100,00       | 3 773       | 100,00      |        |        |
| Abstentions              | Abstentions       | Abstentions    | 1 158        | 30,69        | 1 134       | 30,06       |        |        |
| Votants                  | Votants           | Votants        | 2 615        | 69,31        | 2 639       | 69,94       |        |        |
| Blancs et nuls           | Blancs et nuls    | Blancs et nuls | 80           | 3,06         | 84          | 3,18        |        |        |
| Exprimés                 | Exprimés          | Exprimés       | 2 535        | 96,94        | 2 555       | 96,82       |        |        |
| * Liste du maire sortant |                   |                |              |              |             |             |        |        |

### Harnes
- Maire sortant : Philippe Duquesnoy (PS)
- 33 sièges à pourvoir au conseil municipal (population légale 2011 : 12 204 habitants)
- 4 sièges à pourvoir au conseil communautaire (CA de Lens-Liévin)

| Tête de liste            | Tête de liste        | Liste          | Premier tour | Premier tour | Second tour | Second tour | Sièges | Sièges |
| Tête de liste            | Tête de liste        | Liste          | Voix         | %            | Voix        | %           | CM     | CC     |
| ------------------------ | -------------------- | -------------- | ------------ | ------------ | ----------- | ----------- | ------ | ------ |
|                          | Philippe Duquesnoy * | PS-PRG         | 1 972        | 35,34        | 2 631       | 46,43       | 25     | 3      |
|                          | Yvan Druon           | PCF            | 1 426        | 25,56        | 1 850       | 32,65       | 5      | 1      |
|                          | Anthony Garenaux     | FN             | 1 119        | 20,05        | 1 185       | 20,91       | 3      |        |
|                          | Corinne Tate         | PG-EELV        | 390          | 6,99         |             |             |        |        |
|                          | Patrice Wichlacz     | DVG            | 380          | 6,81         |             |             |        |        |
|                          | Daniel Clin          | UMP-UDI        | 292          | 5,23         |             |             |        |        |
|                          |                      |                |              |              |             |             |        |        |
| Inscrits                 | Inscrits             | Inscrits       | 8 956        | 100,00       | 8 956       | 100,00      |        |        |
| Abstentions              | Abstentions          | Abstentions    | 3 241        | 36,19        | 3 133       | 34,98       |        |        |
| Votants                  | Votants              | Votants        | 5 715        | 63,81        | 5 823       | 65,02       |        |        |
| Blancs et nuls           | Blancs et nuls       | Blancs et nuls | 136          | 2,38         | 157         | 2,70        |        |        |
| Exprimés                 | Exprimés             | Exprimés       | 5 579        | 97,62        | 5 666       | 97,30       |        |        |
| * Liste du maire sortant |                      |                |              |              |             |             |        |        |

### Hénin-Beaumont
- Maire sortant : Eugène Binaisse (DVG)
- 35 sièges à pourvoir au conseil municipal (population légale 2011 : 26 868 habitants)
- 11 sièges à pourvoir au conseil communautaire (CA Hénin-Carvin)

|                          | Steeve Briois       | FN             | 6 006  | 50,25  | 28 | 9 |  |  |
|                          | Eugène Binaisse *   | PS-PCF-EELV    | 3 829  | 32,04  | 6  | 2 |  |  |
|                          | Gérard Dalongeville | DVG            | 1 167  | 9,76   | 1  |   |  |  |
|                          | Georges Bouquillon  | MRC            | 484    | 4,05   |    |   |  |  |
|                          | Jean-Marc Legrand   | UMP            | 464    | 3,88   |    |   |  |  |
|                          |                     |                |        |        |    |   |  |  |
| Inscrits                 | Inscrits            | Inscrits       | 19 048 | 100,00 |    |   |  |  |
| Abstentions              | Abstentions         | Abstentions    | 6 744  | 35,41  |    |   |  |  |
| Votants                  | Votants             | Votants        | 12 304 | 64,59  |    |   |  |  |
| Blancs et nuls           | Blancs et nuls      | Blancs et nuls | 354    | 2,88   |    |   |  |  |
| Exprimés                 | Exprimés            | Exprimés       | 11 950 | 97,12  |    |   |  |  |
| * Liste du maire sortant |                     |                |        |        |    |   |  |  |

### Hersin-Coupigny
- Maire sortant : Jean-Marie Caramiaux (DVD)
- 29 sièges à pourvoir au conseil municipal (population légale 2011 : 6 161 habitants)
- 3 sièges à pourvoir au conseil communautaire (CA de Béthune-Bruay, Artois-Lys Romane)

|                          | Jean-Marie Caramiaux * | DVD            | 1 660 | 53,47  | 23 | 2 |  |  |
|                          | Gérard Adélaïde        | DVG            | 941   | 30,31  | 4  | 1 |  |  |
|                          | Frédéric Desplanque    | PS             | 503   | 16,20  | 2  |   |  |  |
|                          |                        |                |       |        |    |   |  |  |
| Inscrits                 | Inscrits               | Inscrits       | 4 705 | 100,00 |    |   |  |  |
| Abstentions              | Abstentions            | Abstentions    | 1 454 | 30,90  |    |   |  |  |
| Votants                  | Votants                | Votants        | 3 251 | 69,10  |    |   |  |  |
| Blancs et nuls           | Blancs et nuls         | Blancs et nuls | 147   | 4,52   |    |   |  |  |
| Exprimés                 | Exprimés               | Exprimés       | 3 104 | 95,48  |    |   |  |  |
| * Liste du maire sortant |                        |                |       |        |    |   |  |  |

### Houdain
- Maire sortant : Marc Kopaczyk (PCF)
- 29 sièges à pourvoir au conseil municipal (population légale 2011 : 7 623 habitants)
- 4 sièges à pourvoir au conseil communautaire (CA de Béthune-Bruay, Artois-Lys Romane)

| Tête de liste            | Tête de liste              | Liste          | Premier tour | Premier tour | Second tour | Second tour | Sièges | Sièges |
| Tête de liste            | Tête de liste              | Liste          | Voix         | %            | Voix        | %           | CM     | CC     |
| ------------------------ | -------------------------- | -------------- | ------------ | ------------ | ----------- | ----------- | ------ | ------ |
|                          | Marc Kopaczyk *            | PCF            | 1 135        | 35,11        | 1 314       | 40,45       | 6      | 1      |
|                          | Isabelle Levent-ruckebusch | PS             | 961          | 29,73        | 1 321       | 40,67       | 21     | 3      |
|                          | Daniel Mouton              | DLR            | 637          | 19,70        |             |             |        |        |
|                          | Daniel Madajewski          | UMP            | 499          | 15,43        | 613         | 18,87       | 2      |        |
|                          |                            |                |              |              |             |             |        |        |
| Inscrits                 | Inscrits                   | Inscrits       | 5 571        | 100,00       | 5 571       | 100,00      |        |        |
| Abstentions              | Abstentions                | Abstentions    | 2 149        | 38,57        | 2 163       | 38,83       |        |        |
| Votants                  | Votants                    | Votants        | 3 422        | 61,43        | 3 408       | 61,17       |        |        |
| Blancs et nuls           | Blancs et nuls             | Blancs et nuls | 190          | 5,55         | 160         | 4,69        |        |        |
| Exprimés                 | Exprimés                   | Exprimés       | 3 232        | 94,45        | 3 248       | 95,31       |        |        |
| * Liste du maire sortant |                            |                |              |              |             |             |        |        |

### Isbergues
- Maire sortant : Jacques Napieraj (PS)
- 29 sièges à pourvoir au conseil municipal (population légale 2011 : 9 199 habitants)
- 16 sièges à pourvoir au conseil communautaire (CA de Béthune-Bruay, Artois-Lys Romane)

| Tête de liste            | Tête de liste        | Liste          | Premier tour | Premier tour | Second tour | Second tour | Sièges | Sièges |
| Tête de liste            | Tête de liste        | Liste          | Voix         | %            | Voix        | %           | CM     | CC     |
| ------------------------ | -------------------- | -------------- | ------------ | ------------ | ----------- | ----------- | ------ | ------ |
|                          | Jacques Napieraj *   | PS             | 1 853        | 44,05        | 1 861       | 44,89       | 21     | 12     |
|                          | Bernadette Duponchel | DVD            | 1 265        | 30,07        | 1 337       | 32,25       | 5      | 2      |
|                          | Nathalie Delzongle   | FG-PCF         | 1 088        | 25,86        | 947         | 22,84       | 3      | 2      |
|                          |                      |                |              |              |             |             |        |        |
| Inscrits                 | Inscrits             | Inscrits       | 7 373        | 100,00       | 7 373       | 100,00      |        |        |
| Abstentions              | Abstentions          | Abstentions    | 2 832        | 38,41        | 3 011       | 40,84       |        |        |
| Votants                  | Votants              | Votants        | 4 541        | 61,59        | 4 362       | 59,16       |        |        |
| Blancs et nuls           | Blancs et nuls       | Blancs et nuls | 335          | 7,38         | 217         | 4,97        |        |        |
| Exprimés                 | Exprimés             | Exprimés       | 4 206        | 92,62        | 4 145       | 95,03       |        |        |
| * Liste du maire sortant |                      |                |              |              |             |             |        |        |

### Le Portel
- Maire sortant : Laurent Feutry (DVD)
- 29 sièges à pourvoir au conseil municipal (population légale 2011 : 9 705 habitants)
- 4 sièges à pourvoir au conseil communautaire (CA du Boulonnais)

|                          | Olivier Barbarin | PS-PCF-EELV    | 2 329 | 50,21  | 22 | 3 |  |  |
|                          | Laurent Feutry * | DVD            | 2 309 | 49,78  | 7  | 1 |  |  |
|                          |                  |                |       |        |    |   |  |  |
| Inscrits                 | Inscrits         | Inscrits       | 7 186 | 100,00 |    |   |  |  |
| Abstentions              | Abstentions      | Abstentions    | 2 376 | 33,06  |    |   |  |  |
| Votants                  | Votants          | Votants        | 4 810 | 66,94  |    |   |  |  |
| Blancs et nuls           | Blancs et nuls   | Blancs et nuls | 172   | 3,58   |    |   |  |  |
| Exprimés                 | Exprimés         | Exprimés       | 4 638 | 96,42  |    |   |  |  |
| * Liste du maire sortant |                  |                |       |        |    |   |  |  |

### Leforest
- Maire sortant : Christian Musial (PS)
- 29 sièges à pourvoir au conseil municipal (population légale 2011 : 7 068 habitants)
- 4 sièges à pourvoir au conseil communautaire (CA Hénin-Carvin)

|                          | Christian Musial * | PS-PCF-EELV    | 2 072 | 60,21  | 24 | 3 |  |  |
|                          | Michel Rodrigues   | DVG            | 1 369 | 39,78  | 5  | 1 |  |  |
|                          |                    |                |       |        |    |   |  |  |
| Inscrits                 | Inscrits           | Inscrits       | 5 223 | 100,00 |    |   |  |  |
| Abstentions              | Abstentions        | Abstentions    | 1 668 | 31,94  |    |   |  |  |
| Votants                  | Votants            | Votants        | 3 555 | 68,06  |    |   |  |  |
| Blancs et nuls           | Blancs et nuls     | Blancs et nuls | 114   | 3,21   |    |   |  |  |
| Exprimés                 | Exprimés           | Exprimés       | 3 441 | 96,79  |    |   |  |  |
| * Liste du maire sortant |                    |                |       |        |    |   |  |  |

### Lens
- Maire sortant : Sylvain Robert (PS)
- 39 sièges à pourvoir au conseil municipal (population légale 2011 : 34 190 habitants)
- 11 sièges à pourvoir au conseil communautaire (CA de Lens-Liévin)

| Tête de liste            | Tête de liste         | Liste          | Premier tour | Premier tour | Second tour | Second tour | Sièges | Sièges |
| Tête de liste            | Tête de liste         | Liste          | Voix         | %            | Voix        | %           | CM     | CC     |
| ------------------------ | --------------------- | -------------- | ------------ | ------------ | ----------- | ----------- | ------ | ------ |
|                          | Sylvain Robert *      | PS             | 3 448        | 27,52        | 5 314       | 42,01       | 28     | 8      |
|                          | Hugues Sion           | FN             | 2 504        | 19,98        | 3 041       | 24,04       | 4      | 1      |
|                          | Arnaud Sanchez        | DVG            | 2 284        | 18,22        | 4 292       | 33,93       | 7      | 2      |
|                          | Sébastien Plociniczak | DVG            | 1 580        | 12,61        |             |             |        |        |
|                          | Sophie Gauthy         | UMP-UDI-MoDem  | 1 378        | 10,99        |             |             |        |        |
|                          | Naceira Vincent       | EELV           | 697          | 5,56         |             |             |        |        |
|                          | Jean-Michel Humez     | FG-PCF-PRCF    | 404          | 3,22         |             |             |        |        |
|                          | Flore Lataste         | LO             | 234          | 1,86         |             |             |        |        |
|                          |                       |                |              |              |             |             |        |        |
| Inscrits                 | Inscrits              | Inscrits       | 23 262       | 100,00       | 23 665      | 100,00      |        |        |
| Abstentions              | Abstentions           | Abstentions    | 10 326       | 44,39        | 10 572      | 44,67       |        |        |
| Votants                  | Votants               | Votants        | 12 936       | 55,61        | 13 093      | 55,33       |        |        |
| Blancs et nuls           | Blancs et nuls        | Blancs et nuls | 407          | 3,15         | 446         | 3,41        |        |        |
| Exprimés                 | Exprimés              | Exprimés       | 12 529       | 96,85        | 12 647      | 96,59       |        |        |
| * Liste du maire sortant |                       |                |              |              |             |             |        |        |

### Libercourt
- Maire sortant : Daniel Maciejasz (PS)
- 29 sièges à pourvoir au conseil municipal (population légale 2011 : 8 431 habitants)
- 4 sièges à pourvoir au conseil communautaire (CA Hénin-Carvin)

|                          | Daniel Maciejasz * | PS-PCF         | 2 584 | 81,13  | 27 | 4 |  |  |
|                          | Rachid Ferahtia    | EELV           | 601   | 18,86  | 2  |   |  |  |
|                          |                    |                |       |        |    |   |  |  |
| Inscrits                 | Inscrits           | Inscrits       | 5 782 | 100,00 |    |   |  |  |
| Abstentions              | Abstentions        | Abstentions    | 2 323 | 40,18  |    |   |  |  |
| Votants                  | Votants            | Votants        | 3 459 | 59,82  |    |   |  |  |
| Blancs et nuls           | Blancs et nuls     | Blancs et nuls | 274   | 7,92   |    |   |  |  |
| Exprimés                 | Exprimés           | Exprimés       | 3 185 | 92,08  |    |   |  |  |
| * Liste du maire sortant |                    |                |       |        |    |   |  |  |

### Liévin
- Maire sortant : Laurent Duporge (PS)
- 39 sièges à pourvoir au conseil municipal (population légale 2011 : 31 790 habitants)
- 10 sièges à pourvoir au conseil communautaire (CA de Lens-Liévin)

|                          | Laurent Duporge *  | PS-PCF-EELV    | 6 581  | 54,74  | 31 | 9 |  |  |
|                          | Roger Fruchart     | FN             | 3 229  | 26,86  | 5  | 1 |  |  |
|                          | Frédéric Lamand    | UMP            | 1 130  | 9,40   | 2  |   |  |  |
|                          | Daniel Ludwikowski | DVE            | 623    | 5,18   | 1  |   |  |  |
|                          | Régis Scheenaerts  | LO             | 458    | 3,80   |    |   |  |  |
|                          |                    |                |        |        |    |   |  |  |
| Inscrits                 | Inscrits           | Inscrits       | 22 322 | 100,00 |    |   |  |  |
| Abstentions              | Abstentions        | Abstentions    | 9 932  | 44,49  |    |   |  |  |
| Votants                  | Votants            | Votants        | 12 390 | 55,51  |    |   |  |  |
| Blancs et nuls           | Blancs et nuls     | Blancs et nuls | 369    | 2,98   |    |   |  |  |
| Exprimés                 | Exprimés           | Exprimés       | 12 021 | 97,02  |    |   |  |  |
| * Liste du maire sortant |                    |                |        |        |    |   |  |  |

### Lillers
- Maire sortant : Pascal Barois (PCF)
- 33 sièges à pourvoir au conseil municipal (population légale 2011 : 10 053 habitants)
- 13 sièges à pourvoir au conseil communautaire (CA de Béthune-Bruay, Artois-Lys Romane)

| Tête de liste            | Tête de liste        | Liste          | Premier tour | Premier tour | Second tour | Second tour | Sièges | Sièges |
| Tête de liste            | Tête de liste        | Liste          | Voix         | %            | Voix        | %           | CM     | CC     |
| ------------------------ | -------------------- | -------------- | ------------ | ------------ | ----------- | ----------- | ------ | ------ |
|                          | Pascal Barois *      | FG-PCF         | 1 874        | 42,24        | 1 913       | 43,44       | 25     | 10     |
|                          | Sylvain Leblanc      | DVG            | 1 105        | 24,90        | 1 587       | 36,04       | 6      | 3      |
|                          | Éric Demandrille     | PS             | 732          | 16,50        | 446         | 10,12       | 1      |        |
|                          | Jules-Bernard Evrard | DVD            | 725          | 16,34        | 457         | 10,37       | 1      |        |
|                          |                      |                |              |              |             |             |        |        |
| Inscrits                 | Inscrits             | Inscrits       | 6 658        | 100,00       | 6 658       | 100,00      |        |        |
| Abstentions              | Abstentions          | Abstentions    | 1 966        | 29,53        | 2 098       | 31,51       |        |        |
| Votants                  | Votants              | Votants        | 4 692        | 70,47        | 4 560       | 68,49       |        |        |
| Blancs et nuls           | Blancs et nuls       | Blancs et nuls | 256          | 5,46         | 157         | 3,44        |        |        |
| Exprimés                 | Exprimés             | Exprimés       | 4 436        | 94,54        | 4 403       | 96,56       |        |        |
| * Liste du maire sortant |                      |                |              |              |             |             |        |        |

### Loison-sous-Lens
- Maire sortant : Daniel Kruszka (PS)
- 29 sièges à pourvoir au conseil municipal (population légale 2011 : 5 229 habitants)
- 2 sièges à pourvoir au conseil communautaire (CA de Lens-Liévin)

|                          | Daniel Kruszka * | PS             | 1 573 | 70,79  | 25 | 2 |  |  |
|                          | Bernard Coquet   | DVD            | 649   | 29,20  | 4  |   |  |  |
|                          |                  |                |       |        |    |   |  |  |
| Inscrits                 | Inscrits         | Inscrits       | 3 824 | 100,00 |    |   |  |  |
| Abstentions              | Abstentions      | Abstentions    | 1 454 | 38,02  |    |   |  |  |
| Votants                  | Votants          | Votants        | 2 370 | 61,98  |    |   |  |  |
| Blancs et nuls           | Blancs et nuls   | Blancs et nuls | 148   | 6,24   |    |   |  |  |
| Exprimés                 | Exprimés         | Exprimés       | 2 222 | 93,76  |    |   |  |  |
| * Liste du maire sortant |                  |                |       |        |    |   |  |  |

### Longuenesse
- Maire sortant : Jean-Marie Barbier (PS)
- 33 sièges à pourvoir au conseil municipal (population légale 2011 : 11 081 habitants)
- 11 sièges à pourvoir au conseil communautaire (CA du Pays de Saint-Omer)

|                          | Jean-Marie Barbier * | PS             | 2 767 | 57,95  | 27 | 9 |  |  |
|                          | André Bonnier        | DVG            | 1 048 | 21,95  | 3  | 1 |  |  |
|                          | Philippe Petitpre    | DVD            | 959   | 20,08  | 3  | 1 |  |  |
|                          |                      |                |       |        |    |   |  |  |
| Inscrits                 | Inscrits             | Inscrits       | 7 311 | 100,00 |    |   |  |  |
| Abstentions              | Abstentions          | Abstentions    | 2 358 | 32,25  |    |   |  |  |
| Votants                  | Votants              | Votants        | 4 953 | 67,75  |    |   |  |  |
| Blancs et nuls           | Blancs et nuls       | Blancs et nuls | 179   | 3,61   |    |   |  |  |
| Exprimés                 | Exprimés             | Exprimés       | 4 774 | 96,39  |    |   |  |  |
| * Liste du maire sortant |                      |                |       |        |    |   |  |  |

### Loos-en-Gohelle
- Maire sortant : Jean-François Caron (EELV)
- 29 sièges à pourvoir au conseil municipal (population légale 2011 : 6 713 habitants)
- 3 sièges à pourvoir au conseil communautaire (CA de Lens-Liévin)

|                          | Jean-François Caron * | EELV-PS-PCF    | 2 437 | 100,00 | 29 | 3 |  |  |
|                          |                       |                |       |        |    |   |  |  |
| Inscrits                 | Inscrits              | Inscrits       | 5 400 | 100,00 |    |   |  |  |
| Abstentions              | Abstentions           | Abstentions    | 2 394 | 44,33  |    |   |  |  |
| Votants                  | Votants               | Votants        | 3 006 | 55,67  |    |   |  |  |
| Blancs et nuls           | Blancs et nuls        | Blancs et nuls | 569   | 18,93  |    |   |  |  |
| Exprimés                 | Exprimés              | Exprimés       | 2 437 | 81,07  |    |   |  |  |
| * Liste du maire sortant |                       |                |       |        |    |   |  |  |

### Marck
- Maire sortant : Serge Péron (PS)
- 29 sièges à pourvoir au conseil municipal (population légale 2011 : 9 870 habitants)
- 9 sièges à pourvoir au conseil communautaire (CA Grand Calais Terres et Mers)

| Tête de liste            | Tête de liste       | Liste          | Premier tour | Premier tour | Second tour | Second tour | Sièges | Sièges |
| Tête de liste            | Tête de liste       | Liste          | Voix         | %            | Voix        | %           | CM     | CC     |
| ------------------------ | ------------------- | -------------- | ------------ | ------------ | ----------- | ----------- | ------ | ------ |
|                          | Serge Péron *       | PS             | 1 645        | 34,26        | 1 782       | 34,48       | 5      | 1      |
|                          | Pierre-Henri Dumont | UMP-UDI        | 1 562        | 32,53        | 2 175       | 42,09       | 21     | 7      |
|                          | William Bouchel     | DVG            | 1 212        | 25,24        | 1 210       | 23,41       | 3      | 1      |
|                          | Christian Arnoult   | FG             | 382          | 7,95         |             |             |        |        |
|                          |                     |                |              |              |             |             |        |        |
| Inscrits                 | Inscrits            | Inscrits       | 7 742        | 100,00       | 7 741       | 100,00      |        |        |
| Abstentions              | Abstentions         | Abstentions    | 2 756        | 35,60        | 2 419       | 31,25       |        |        |
| Votants                  | Votants             | Votants        | 4 986        | 64,40        | 5 322       | 68,75       |        |        |
| Blancs et nuls           | Blancs et nuls      | Blancs et nuls | 185          | 3,71         | 155         | 2,91        |        |        |
| Exprimés                 | Exprimés            | Exprimés       | 4 801        | 96,29        | 5 167       | 97,09       |        |        |
| * Liste du maire sortant |                     |                |              |              |             |             |        |        |

### Marles-les-Mines
- Maire sortant : Marcel Coffre (PCF)
- 29 sièges à pourvoir au conseil municipal (population légale 2011 : 5 747 habitants)
- 3 sièges à pourvoir au conseil communautaire (CA de Béthune-Bruay, Artois-Lys Romane)

|                          | Marcel Coffre * | FG-PS          | 1 790 | 100,00 | 29 | 3 |  |  |
|                          |                 |                |       |        |    |   |  |  |
| Inscrits                 | Inscrits        | Inscrits       | 4 088 | 100,00 |    |   |  |  |
| Abstentions              | Abstentions     | Abstentions    | 1 967 | 48,12  |    |   |  |  |
| Votants                  | Votants         | Votants        | 2 121 | 51,88  |    |   |  |  |
| Blancs et nuls           | Blancs et nuls  | Blancs et nuls | 331   | 15,61  |    |   |  |  |
| Exprimés                 | Exprimés        | Exprimés       | 1 790 | 84,39  |    |   |  |  |
| * Liste du maire sortant |                 |                |       |        |    |   |  |  |

### Marquise
- Maire sortant : Jean-René Bracq (PS)
- 29 sièges à pourvoir au conseil municipal (population légale 2011 : 5 158 habitants)
- 8 sièges à pourvoir au conseil communautaire (CC de la Terre des Deux Caps)

|                          | Bernard Evrard    | DVD            | 1 229 | 51,81  | 22 | 6 |  |  |
|                          | Jean-René Bracq * | PS             | 1 143 | 48,18  | 7  | 2 |  |  |
|                          |                   |                |       |        |    |   |  |  |
| Inscrits                 | Inscrits          | Inscrits       | 3 647 | 100,00 |    |   |  |  |
| Abstentions              | Abstentions       | Abstentions    | 1 159 | 31,78  |    |   |  |  |
| Votants                  | Votants           | Votants        | 2 488 | 68,22  |    |   |  |  |
| Blancs et nuls           | Blancs et nuls    | Blancs et nuls | 116   | 4,66   |    |   |  |  |
| Exprimés                 | Exprimés          | Exprimés       | 2 372 | 95,34  |    |   |  |  |
| * Liste du maire sortant |                   |                |       |        |    |   |  |  |

### Mazingarbe
- Maire sortant : Bernard Urbaniak (DVG)
- 29 sièges à pourvoir au conseil municipal (population légale 2011 : 7 551 habitants)
- 3 sièges à pourvoir au conseil communautaire (CA de Lens-Liévin)

| Tête de liste            | Tête de liste        | Liste          | Premier tour | Premier tour | Second tour | Second tour | Sièges | Sièges |
| Tête de liste            | Tête de liste        | Liste          | Voix         | %            | Voix        | %           | CM     | CC     |
| ------------------------ | -------------------- | -------------- | ------------ | ------------ | ----------- | ----------- | ------ | ------ |
|                          | Bernard Urbaniak *   | DVG            | 1 031        | 30,77        | 1 215       | 35,37       | 20     | 2      |
|                          | Bertrand Naglik      | UDI            | 829          | 24,74        | 965         | 28,09       | 4      | 1      |
|                          | Jean-Pierre Coquelle | DVG            | 579          | 17,28        | 825         | 24,01       | 3      |        |
|                          | Bernard Dotkowski    | FN             | 495          | 14,77        | 430         | 12,51       | 2      |        |
|                          | Jean-Marie Maniez    | DVG            | 416          | 12,41        |             |             |        |        |
|                          |                      |                |              |              |             |             |        |        |
| Inscrits                 | Inscrits             | Inscrits       | 5 455        | 100,00       | 5 436       | 100,00      |        |        |
| Abstentions              | Abstentions          | Abstentions    | 2 026        | 37,14        | 1 940       | 35,69       |        |        |
| Votants                  | Votants              | Votants        | 3 429        | 62,86        | 3 496       | 64,31       |        |        |
| Blancs et nuls           | Blancs et nuls       | Blancs et nuls | 79           | 2,30         | 61          | 1,74        |        |        |
| Exprimés                 | Exprimés             | Exprimés       | 3 350        | 97,70        | 3 435       | 98,26       |        |        |
| * Liste du maire sortant |                      |                |              |              |             |             |        |        |

### Méricourt
- Maire sortant : Bernard Baude (PCF)
- 33 sièges à pourvoir au conseil municipal (population légale 2011 : 11 812 habitants)
- 4 sièges à pourvoir au conseil communautaire (CA de Lens-Liévin)

|                          | Bernard Baude *        | FG-PS          | 2 656 | 51,25  | 26 | 3 |  |  |
|                          | Jean-François Delcroix | FN             | 1 745 | 33,67  | 5  | 1 |  |  |
|                          | Daniel Sauty           | UDI            | 781   | 15,07  | 2  |   |  |  |
|                          |                        |                |       |        |    |   |  |  |
| Inscrits                 | Inscrits               | Inscrits       | 9 018 | 100,00 |    |   |  |  |
| Abstentions              | Abstentions            | Abstentions    | 3 676 | 40,76  |    |   |  |  |
| Votants                  | Votants                | Votants        | 5 342 | 59,24  |    |   |  |  |
| Blancs et nuls           | Blancs et nuls         | Blancs et nuls | 160   | 3,00   |    |   |  |  |
| Exprimés                 | Exprimés               | Exprimés       | 5 182 | 97,00  |    |   |  |  |
| * Liste du maire sortant |                        |                |       |        |    |   |  |  |

### Montigny-en-Gohelle
- Maire sortant : Bruno Yard (PS)
- 33 sièges à pourvoir au conseil municipal (population légale 2011 : 10 335 habitants)
- 5 sièges à pourvoir au conseil communautaire (CA Hénin-Carvin)

| Tête de liste            | Tête de liste    | Liste          | Premier tour | Premier tour | Second tour | Second tour | Sièges | Sièges |
| Tête de liste            | Tête de liste    | Liste          | Voix         | %            | Voix        | %           | CM     | CC     |
| ------------------------ | ---------------- | -------------- | ------------ | ------------ | ----------- | ----------- | ------ | ------ |
|                          | Emmanuel Rignaux | FN             | 1 169        | 28,86        | 1 487       | 36,10       | 6      | 1      |
|                          | Bruno Yard *     | PS             | 1 087        | 26,83        | 1 733       | 42,07       | 24     | 4      |
|                          | Edmond Bruneel   | PCF            | 709          | 17,50        | 1 733       | 42,07       | 24     | 4      |
|                          | Claude Ponchaut  | DVG            | 847          | 20,91        | 899         | 21,82       | 3      |        |
|                          | Jean-Marc Bouche | DVG            | 238          | 5,87         |             |             |        |        |
|                          |                  |                |              |              |             |             |        |        |
| Inscrits                 | Inscrits         | Inscrits       | 6 585        | 100,00       | 6 585       | 100,00      |        |        |
| Abstentions              | Abstentions      | Abstentions    | 2 441        | 37,07        | 2 373       | 36,04       |        |        |
| Votants                  | Votants          | Votants        | 4 144        | 62,93        | 4 212       | 63,96       |        |        |
| Blancs et nuls           | Blancs et nuls   | Blancs et nuls | 94           | 2,27         | 93          | 2,21        |        |        |
| Exprimés                 | Exprimés         | Exprimés       | 4 050        | 97,73        | 4 119       | 97,79       |        |        |
| * Liste du maire sortant |                  |                |              |              |             |             |        |        |

### Nœux-les-Mines
- Maire sortant : Jacques Villedary (PS)
- 33 sièges à pourvoir au conseil municipal (population légale 2011 : 12 242 habitants)
- 6 sièges à pourvoir au conseil communautaire (CA de Béthune-Bruay, Artois-Lys Romane)

| Tête de liste  | Tête de liste        | Liste          | Premier tour | Premier tour | Second tour | Second tour | Sièges | Sièges |
| Tête de liste  | Tête de liste        | Liste          | Voix         | %            | Voix        | %           | CM     | CC     |
| -------------- | -------------------- | -------------- | ------------ | ------------ | ----------- | ----------- | ------ | ------ |
|                | Gérard Dhesse        | DVG            | 1 679        | 34,71        | 2 142       | 46,16       | 7      | 1      |
|                | Serge Marcellak      | PS             | 1 431        | 29,59        | 2 498       | 53,83       | 26     | 5      |
|                | Jacques Switalski    | DVD            | 1 283        | 26,53        |             |             |        |        |
|                | Annie Delannoy Jumez | MoDem-UMP-UDI  | 443          | 9,16         |             |             |        |        |
|                |                      |                |              |              |             |             |        |        |
| Inscrits       | Inscrits             | Inscrits       | 8 659        | 100,00       | 8 659       | 100,00      |        |        |
| Abstentions    | Abstentions          | Abstentions    | 3 571        | 41,24        | 3 674       | 42,43       |        |        |
| Votants        | Votants              | Votants        | 5 088        | 58,76        | 4 985       | 57,57       |        |        |
| Blancs et nuls | Blancs et nuls       | Blancs et nuls | 252          | 4,95         | 345         | 6,92        |        |        |
| Exprimés       | Exprimés             | Exprimés       | 4 836        | 95,05        | 4 640       | 93,08       |        |        |

### Noyelles-Godault
- Maire sortant : Jean Urbaniak (MoDem)
- 29 sièges à pourvoir au conseil municipal (population légale 2011 : 5 129 habitants)
- 3 sièges à pourvoir au conseil communautaire (CA Hénin-Carvin)

|                          | Jean Urbaniak * | MoDem          | 1 868 | 100,00 | 29 | 3 |  |  |
|                          |                 |                |       |        |    |   |  |  |
| Inscrits                 | Inscrits        | Inscrits       | 3 939 | 100,00 |    |   |  |  |
| Abstentions              | Abstentions     | Abstentions    | 1 782 | 45,24  |    |   |  |  |
| Votants                  | Votants         | Votants        | 2 157 | 54,76  |    |   |  |  |
| Blancs et nuls           | Blancs et nuls  | Blancs et nuls | 289   | 13,40  |    |   |  |  |
| Exprimés                 | Exprimés        | Exprimés       | 1 868 | 86,60  |    |   |  |  |
| * Liste du maire sortant |                 |                |       |        |    |   |  |  |

### Noyelles-sous-Lens
- Maire sortant : Alain Roger (PS)
- 29 sièges à pourvoir au conseil municipal (population légale 2011 : 6 849 habitants)
- 3 sièges à pourvoir au conseil communautaire (CA de Lens-Liévin)

|                          | Alain Roger *            | DVG            | 1 529 | 51,32  | 22 | 2 |  |  |
|                          | Maryvonne Poulain-coquel | PS-PCF-EELV    | 849   | 28,49  | 4  | 1 |  |  |
|                          | Hervé Janiszewski        | DVG            | 601   | 20,17  | 3  |   |  |  |
|                          |                          |                |       |        |    |   |  |  |
| Inscrits                 | Inscrits                 | Inscrits       | 4 899 | 100,00 |    |   |  |  |
| Abstentions              | Abstentions              | Abstentions    | 1 812 | 36,99  |    |   |  |  |
| Votants                  | Votants                  | Votants        | 3 087 | 63,01  |    |   |  |  |
| Blancs et nuls           | Blancs et nuls           | Blancs et nuls | 108   | 3,50   |    |   |  |  |
| Exprimés                 | Exprimés                 | Exprimés       | 2 979 | 96,50  |    |   |  |  |
| * Liste du maire sortant |                          |                |       |        |    |   |  |  |

### Oignies
- Maire sortant : Jean-Pierre Corbisez (PS)
- 29 sièges à pourvoir au conseil municipal (population légale 2011 : 9 861 habitants)
- 5 sièges à pourvoir au conseil communautaire (CA Hénin-Carvin)

|                          | Jean-Pierre Corbisez * | PS             | 2 402 | 55,14  | 23 | 4 |  |  |
|                          | François Vial          | FN             | 1 505 | 34,55  | 5  | 1 |  |  |
|                          | Jean-Claude Szrama     | FG             | 449   | 10,30  | 1  |   |  |  |
|                          |                        |                |       |        |    |   |  |  |
| Inscrits                 | Inscrits               | Inscrits       | 7 052 | 100,00 |    |   |  |  |
| Abstentions              | Abstentions            | Abstentions    | 2 559 | 36,29  |    |   |  |  |
| Votants                  | Votants                | Votants        | 4 493 | 63,71  |    |   |  |  |
| Blancs et nuls           | Blancs et nuls         | Blancs et nuls | 137   | 3,05   |    |   |  |  |
| Exprimés                 | Exprimés               | Exprimés       | 4 356 | 96,95  |    |   |  |  |
| * Liste du maire sortant |                        |                |       |        |    |   |  |  |

### Outreau
- Maire sortant : Thérèse Guilbert (PS)
- 33 sièges à pourvoir au conseil municipal (population légale 2011 : 14 482 habitants)
- 7 sièges à pourvoir au conseil communautaire (CA du Boulonnais)

| Tête de liste            | Tête de liste      | Liste          | Premier tour | Premier tour | Second tour | Second tour | Sièges | Sièges |
| Tête de liste            | Tête de liste      | Liste          | Voix         | %            | Voix        | %           | CM     | CC     |
| ------------------------ | ------------------ | -------------- | ------------ | ------------ | ----------- | ----------- | ------ | ------ |
|                          | Thérèse Guilbert * | PS-PCF-EELV    | 2 940        | 46,54        | 3 067       | 48,40       | 25     | 6      |
|                          | Daniel Gest        | FN             | 1 610        | 25,48        | 1 897       | 29,94       | 5      | 1      |
|                          | André Blanpain     | FG             | 932          | 14,75        | 680         | 10,73       | 1      |        |
|                          | Antoine Chivet     | UMP-UDI        | 835          | 13,21        | 692         | 10,92       | 2      |        |
|                          |                    |                |              |              |             |             |        |        |
| Inscrits                 | Inscrits           | Inscrits       | 10 884       | 100,00       | 10 884      | 100,00      |        |        |
| Abstentions              | Abstentions        | Abstentions    | 4 318        | 39,67        | 4 369       | 40,14       |        |        |
| Votants                  | Votants            | Votants        | 6 566        | 60,33        | 6 515       | 59,86       |        |        |
| Blancs et nuls           | Blancs et nuls     | Blancs et nuls | 249          | 3,79         | 179         | 2,75        |        |        |
| Exprimés                 | Exprimés           | Exprimés       | 6 317        | 96,21        | 6 336       | 97,25       |        |        |
| * Liste du maire sortant |                    |                |              |              |             |             |        |        |

### Oye-Plage
- Maire sortant : Olivier Majewicz (PS)
- 29 sièges à pourvoir au conseil municipal (population légale 2011 : 5 387 habitants)
- 6 sièges à pourvoir au conseil communautaire (CC de la Région d'Audruicq)

|                          | Olivier Majewicz *  | DVG            | 1 857 | 65,68  | 24 | 5 |  |  |
|                          | Muriel Hantschootte | DVG            | 970   | 34,31  | 5  | 1 |  |  |
|                          |                     |                |       |        |    |   |  |  |
| Inscrits                 | Inscrits            | Inscrits       | 4 393 | 100,00 |    |   |  |  |
| Abstentions              | Abstentions         | Abstentions    | 1 415 | 32,21  |    |   |  |  |
| Votants                  | Votants             | Votants        | 2 978 | 67,79  |    |   |  |  |
| Blancs et nuls           | Blancs et nuls      | Blancs et nuls | 151   | 5,07   |    |   |  |  |
| Exprimés                 | Exprimés            | Exprimés       | 2 827 | 94,93  |    |   |  |  |
| * Liste du maire sortant |                     |                |       |        |    |   |  |  |

### Rouvroy
- Maire sortant : Jean Haja (PCF)
- 29 sièges à pourvoir au conseil municipal (population légale 2011 : 8 697 habitants)
- 4 sièges à pourvoir au conseil communautaire (CA Hénin-Carvin)

|                          | Jean Haja *    | PCF            | 3 223 | 100,00 | 29 | 4 |  |  |
|                          |                |                |       |        |    |   |  |  |
| Inscrits                 | Inscrits       | Inscrits       | 6 898 | 100,00 |    |   |  |  |
| Abstentions              | Abstentions    | Abstentions    | 3 115 | 45,16  |    |   |  |  |
| Votants                  | Votants        | Votants        | 3 783 | 54,84  |    |   |  |  |
| Blancs et nuls           | Blancs et nuls | Blancs et nuls | 560   | 14,80  |    |   |  |  |
| Exprimés                 | Exprimés       | Exprimés       | 3 223 | 85,20  |    |   |  |  |
| * Liste du maire sortant |                |                |       |        |    |   |  |  |

### Sains-en-Gohelle
- Maire sortant : Jean-Luc Wéry (PS)
- 29 sièges à pourvoir au conseil municipal (population légale 2011 : 6 420 habitants)
- 3 sièges à pourvoir au conseil communautaire (CA de Lens-Liévin)

| Tête de liste            | Tête de liste        | Liste          | Premier tour | Premier tour | Second tour | Second tour | Sièges | Sièges |
| Tête de liste            | Tête de liste        | Liste          | Voix         | %            | Voix        | %           | CM     | CC     |
| ------------------------ | -------------------- | -------------- | ------------ | ------------ | ----------- | ----------- | ------ | ------ |
|                          | Jean-Luc Wéry *      | PS             | 1 200        | 42,94        | 1 305       | 44,04       | 6      | 1      |
|                          | Alain Dubreucq       | DVG            | 1 054        | 37,72        | 1 363       | 46,00       | 22     | 2      |
|                          | Jean-Marc Warembourg | DVD            | 540          | 19,32        | 295         | 9,95        | 1      |        |
|                          |                      |                |              |              |             |             |        |        |
| Inscrits                 | Inscrits             | Inscrits       | 4 965        | 100,00       | 4 965       | 100,00      |        |        |
| Abstentions              | Abstentions          | Abstentions    | 1 975        | 39,78        | 1 886       | 37,99       |        |        |
| Votants                  | Votants              | Votants        | 2 990        | 60,22        | 3 079       | 62,01       |        |        |
| Blancs et nuls           | Blancs et nuls       | Blancs et nuls | 196          | 6,56         | 116         | 3,77        |        |        |
| Exprimés                 | Exprimés             | Exprimés       | 2 794        | 93,44        | 2 963       | 96,23       |        |        |
| * Liste du maire sortant |                      |                |              |              |             |             |        |        |

### Saint-Étienne-au-Mont
- Maire sortant : Brigitte Passebosc (PCF)
- 29 sièges à pourvoir au conseil municipal (population légale 2011 : 5 083 habitants)
- 2 sièges à pourvoir au conseil communautaire (CA du Boulonnais)

|                          | Brigitte Passebosc * | PCF            | 1 275 | 53,21  | 22 | 2 |  |  |
|                          | Bertrand Sergent     | PS             | 1 121 | 46,78  | 7  |   |  |  |
|                          |                      |                |       |        |    |   |  |  |
| Inscrits                 | Inscrits             | Inscrits       | 3 922 | 100,00 |    |   |  |  |
| Abstentions              | Abstentions          | Abstentions    | 1 342 | 34,22  |    |   |  |  |
| Votants                  | Votants              | Votants        | 2 580 | 65,78  |    |   |  |  |
| Blancs et nuls           | Blancs et nuls       | Blancs et nuls | 184   | 7,13   |    |   |  |  |
| Exprimés                 | Exprimés             | Exprimés       | 2 396 | 92,87  |    |   |  |  |
| * Liste du maire sortant |                      |                |       |        |    |   |  |  |

### Saint-Laurent-Blangy
- Maire sortant : Jean-Pierre Deleury (PS)
- 29 sièges à pourvoir au conseil municipal (population légale 2011 : 6 242 habitants)
- 3 sièges à pourvoir au conseil communautaire (CU d'Arras)

|                | Nicolas Desfachelle | PS             | 2 184 | 100,00 | 29 | 3 |  |  |
|                |                     |                |       |        |    |   |  |  |
| Inscrits       | Inscrits            | Inscrits       | 4 665 | 100,00 |    |   |  |  |
| Abstentions    | Abstentions         | Abstentions    | 1 866 | 40,00  |    |   |  |  |
| Votants        | Votants             | Votants        | 2 799 | 60,00  |    |   |  |  |
| Blancs et nuls | Blancs et nuls      | Blancs et nuls | 615   | 21,97  |    |   |  |  |
| Exprimés       | Exprimés            | Exprimés       | 2 184 | 78,03  |    |   |  |  |

### Saint-Martin-Boulogne
- Maire sortant : Christian Baly (PS)
- 33 sièges à pourvoir au conseil municipal (population légale 2011 : 11 117 habitants)
- 5 sièges à pourvoir au conseil communautaire (CA du Boulonnais)

|                          | Christian Baly * | PS-PCF-EELV    | 3 032 | 61,30  | 27 | 4 |  |  |
|                          | Christian Ponche | UDI-UMP        | 1 914 | 38,69  | 6  | 1 |  |  |
|                          |                  |                |       |        |    |   |  |  |
| Inscrits                 | Inscrits         | Inscrits       | 8 542 | 100,00 |    |   |  |  |
| Abstentions              | Abstentions      | Abstentions    | 3 161 | 37,01  |    |   |  |  |
| Votants                  | Votants          | Votants        | 5 381 | 62,99  |    |   |  |  |
| Blancs et nuls           | Blancs et nuls   | Blancs et nuls | 435   | 8,08   |    |   |  |  |
| Exprimés                 | Exprimés         | Exprimés       | 4 946 | 91,92  |    |   |  |  |
| * Liste du maire sortant |                  |                |       |        |    |   |  |  |

### Saint-Omer
- Maire sortant : Bruno Magnier (PS)
- 33 sièges à pourvoir au conseil municipal (population légale 2011 : 14 064 habitants)
- 15 sièges à pourvoir au conseil communautaire (CA du Pays de Saint-Omer)

| Tête de liste            | Tête de liste     | Liste          | Premier tour | Premier tour | Second tour | Second tour | Sièges | Sièges |
| Tête de liste            | Tête de liste     | Liste          | Voix         | %            | Voix        | %           | CM     | CC     |
| ------------------------ | ----------------- | -------------- | ------------ | ------------ | ----------- | ----------- | ------ | ------ |
|                          | François Decoster | UDI-UMP        | 2 363        | 43,42        | 2 776       | 47,09       | 25     | 12     |
|                          | Bruno Magnier *   | PS             | 2 298        | 42,22        | 2 598       | 44,07       | 7      | 3      |
|                          | Quentin Bourgeois | FN             | 781          | 14,35        | 521         | 8,83        | 1      |        |
|                          |                   |                |              |              |             |             |        |        |
| Inscrits                 | Inscrits          | Inscrits       | 9 367        | 100,00       | 9 367       | 100,00      |        |        |
| Abstentions              | Abstentions       | Abstentions    | 3 724        | 39,76        | 3 335       | 35,60       |        |        |
| Votants                  | Votants           | Votants        | 5 643        | 60,24        | 6 032       | 64,40       |        |        |
| Blancs et nuls           | Blancs et nuls    | Blancs et nuls | 201          | 3,56         | 137         | 2,27        |        |        |
| Exprimés                 | Exprimés          | Exprimés       | 5 442        | 96,44        | 5 895       | 97,73       |        |        |
| * Liste du maire sortant |                   |                |              |              |             |             |        |        |

### Saint-Pol-sur-Ternoise
- Maire sortant : Maurice Louf (PS)
- 29 sièges à pourvoir au conseil municipal (population légale 2011 : 5 145 habitants)
- 18 sièges à pourvoir au conseil communautaire (CC du Ternois)

| Tête de liste            | Tête de liste      | Liste          | Premier tour | Premier tour | Second tour | Second tour | Sièges | Sièges |
| Tête de liste            | Tête de liste      | Liste          | Voix         | %            | Voix        | %           | CM     | CC     |
| ------------------------ | ------------------ | -------------- | ------------ | ------------ | ----------- | ----------- | ------ | ------ |
|                          | Maurice Louf *     | PS             | 1 077        | 48,40        | 1 241       | 57,21       | 23     | 14     |
|                          | Ludovic Bellinguer | DVD            | 641          | 28,80        | 928         | 42,78       | 6      | 4      |
|                          | Paul Delannoy      | SE             | 362          | 16,26        |             |             |        |        |
|                          | Karine Dupuis      | DVG            | 145          | 6,51         |             |             |        |        |
|                          |                    |                |              |              |             |             |        |        |
| Inscrits                 | Inscrits           | Inscrits       | 3 529        | 100,00       | 3 530       | 100,00      |        |        |
| Abstentions              | Abstentions        | Abstentions    | 1 197        | 33,92        | 1 271       | 36,01       |        |        |
| Votants                  | Votants            | Votants        | 2 332        | 66,08        | 2 259       | 63,99       |        |        |
| Blancs et nuls           | Blancs et nuls     | Blancs et nuls | 107          | 4,59         | 90          | 3,98        |        |        |
| Exprimés                 | Exprimés           | Exprimés       | 2 225        | 95,41        | 2 169       | 96,02       |        |        |
| * Liste du maire sortant |                    |                |              |              |             |             |        |        |

### Sallaumines
- Maire sortant : Christian Pedowski (PCF)
- 29 sièges à pourvoir au conseil municipal (population légale 2011 : 9 649 habitants)
- 4 sièges à pourvoir au conseil communautaire (CA de Lens-Liévin)

|                          | Christian Pedowski * | PCF-PS         | 2 434 | 62,76  | 24 | 3 |  |  |
|                          | Joël Bernard         | FN             | 1 233 | 31,79  | 5  | 1 |  |  |
|                          | Vanessa Kebbas       | EELV           | 211   | 5,44   |    |   |  |  |
|                          |                      |                |       |        |    |   |  |  |
| Inscrits                 | Inscrits             | Inscrits       | 7 068 | 100,00 |    |   |  |  |
| Abstentions              | Abstentions          | Abstentions    | 3 064 | 43,35  |    |   |  |  |
| Votants                  | Votants              | Votants        | 4 004 | 56,65  |    |   |  |  |
| Blancs et nuls           | Blancs et nuls       | Blancs et nuls | 126   | 3,15   |    |   |  |  |
| Exprimés                 | Exprimés             | Exprimés       | 3 878 | 96,85  |    |   |  |  |
| * Liste du maire sortant |                      |                |       |        |    |   |  |  |

### Vendin-le-Vieil
- Maire sortant : Didier Hiel (PS)
- 29 sièges à pourvoir au conseil municipal (population légale 2011 : 7 680 habitants)
- 3 sièges à pourvoir au conseil communautaire (CA de Lens-Liévin)

|                          | Didier Hiel *    | PS             | 1 939 | 55,19  | 23 | 3 |  |  |
|                          | Xavier Regent    | UDI            | 825   | 23,48  | 3  |   |  |  |
|                          | Jean-Noël Godart | SE             | 749   | 21,32  | 3  |   |  |  |
|                          |                  |                |       |        |    |   |  |  |
| Inscrits                 | Inscrits         | Inscrits       | 5 667 | 100,00 |    |   |  |  |
| Abstentions              | Abstentions      | Abstentions    | 1 993 | 35,17  |    |   |  |  |
| Votants                  | Votants          | Votants        | 3 674 | 64,83  |    |   |  |  |
| Blancs et nuls           | Blancs et nuls   | Blancs et nuls | 161   | 4,38   |    |   |  |  |
| Exprimés                 | Exprimés         | Exprimés       | 3 513 | 95,62  |    |   |  |  |
| * Liste du maire sortant |                  |                |       |        |    |   |  |  |

### Wimereux
- Maire sortant : Francis Ruelle (DVD)
- 29 sièges à pourvoir au conseil municipal (population légale 2011 : 7 312 habitants)
- 3 sièges à pourvoir au conseil communautaire (CA du Boulonnais)

| Tête de liste            | Tête de liste    | Liste          | Premier tour | Premier tour | Second tour | Second tour | Sièges | Sièges |
| Tête de liste            | Tête de liste    | Liste          | Voix         | %            | Voix        | %           | CM     | CC     |
| ------------------------ | ---------------- | -------------- | ------------ | ------------ | ----------- | ----------- | ------ | ------ |
|                          | Francis Ruelle * | DVD            | 1 542        | 44,99        | 1 595       | 44,90       | 21     | 2      |
|                          | Jean-Marie Juts  | PS             | 1 219        | 35,57        | 1 373       | 38,65       | 6      | 1      |
|                          | Hervé Krych      | UDI            | 666          | 19,43        | 584         | 16,44       | 2      |        |
|                          |                  |                |              |              |             |             |        |        |
| Inscrits                 | Inscrits         | Inscrits       | 5 847        | 100,00       | 5 847       | 100,00      |        |        |
| Abstentions              | Abstentions      | Abstentions    | 2 229        | 38,12        | 2 186       | 37,39       |        |        |
| Votants                  | Votants          | Votants        | 3 618        | 61,88        | 3 661       | 62,61       |        |        |
| Blancs et nuls           | Blancs et nuls   | Blancs et nuls | 191          | 5,28         | 109         | 2,98        |        |        |
| Exprimés                 | Exprimés         | Exprimés       | 3 427        | 94,72        | 3 552       | 97,02       |        |        |
| * Liste du maire sortant |                  |                |              |              |             |             |        |        |

### Wingles
- Maire sortant : Gérard Dassonvalle (MRC)
- 29 sièges à pourvoir au conseil municipal (population légale 2011 : 8 239 habitants)
- 3 sièges à pourvoir au conseil communautaire (CA de Lens-Liévin)

| Tête de liste            | Tête de liste        | Liste          | Premier tour | Premier tour | Second tour | Second tour | Sièges | Sièges |
| Tête de liste            | Tête de liste        | Liste          | Voix         | %            | Voix        | %           | CM     | CC     |
| ------------------------ | -------------------- | -------------- | ------------ | ------------ | ----------- | ----------- | ------ | ------ |
|                          | Maryse Loup-rouzé    | PS             | 1 353        | 36,64        | 1 558       | 41,24       | 21     | 2      |
|                          | Sébastien Messent    | DVG            | 1 030        | 27,89        | 1 464       | 38,76       | 5      | 1      |
|                          | Gérard Dassonvalle * | MRC            | 917          | 24,83        | 755         | 19,98       | 3      |        |
|                          | Jean-Paul Caron      | DVG            | 392          | 10,61        |             |             |        |        |
|                          |                      |                |              |              |             |             |        |        |
| Inscrits                 | Inscrits             | Inscrits       | 6 249        | 100,00       | 6 250       | 100,00      |        |        |
| Abstentions              | Abstentions          | Abstentions    | 2 353        | 37,65        | 2 326       | 37,22       |        |        |
| Votants                  | Votants              | Votants        | 3 896        | 62,35        | 3 924       | 62,78       |        |        |
| Blancs et nuls           | Blancs et nuls       | Blancs et nuls | 204          | 5,24         | 147         | 3,75        |        |        |
| Exprimés                 | Exprimés             | Exprimés       | 3 692        | 94,76        | 3 777       | 96,25       |        |        |
| * Liste du maire sortant |                      |                |              |              |             |             |        |        |